# ミノルタのカメラ製品一覧
ミノルタのカメラ製品一覧は、ミノルタ（映像事業部。現・ソニー〈二代目法人〉。その前身である日独写真機商店、モルタ合資会社、日本光学機械研究所、千代田光学精工、ミノルタカメラ各時代を含む）の発売してきたカメラ関係の製品の一覧。

## 写真乾板使用カメラ
- ニフカドックス（1930年[1]発売） - 6.5×9cm（大名刺）判クラップカメラ。「ドックス」という名前は、独ドルニエの飛行艇「ドルニエ Do X」にちなんでつけられた。ピント合わせは日本では初めてとなる前玉回転式。レンズはニフカアナスチグマット105mmF6.8、シャッターはコイロスブランドであるが自社製になっている。これらによりコストダウンが可能となり当時としては破格の29円で販売されてかなりよく売れたが、レンズが甘くユーザーの評価は今ひとつであった。
- ニフカクラップ（1930年[1]発売） - 6.5×9cm（大名刺）判[1]ハンドカメラ[1]。レンズは独ケンゴット・シュトゥットガルトのヴェカー105mmF4.5または同F6.3、シャッターはコンパー、イプソール、バリオの3種があった。ピント合わせはウォームギアによる。アオリ機構はない。
- ニフカスポーツ（1930年[1]発売） - ニフカクラップにライズ、左右シフトを備えた。レンズは独ケンゴット・シュトゥットガルトのヴェカーF4.5、シャッターはコンパー、イプソールがあった。
- シリウス（1931年[1]発売） - 日独写真機商店からモルタ合資会社への社名変更に伴いニフカクラップを改名したものだ[1]が、同時に改良も進めている。6.5×9cm（大名刺）判フォールディングカメラ。レンズはシュタインハイル製ヘリオスター105mmF4.5、105mmF6.3、シャッターはコンパーまたはコイロス。
  - ロマックス - シリウスの同型機で美篶商会からそのブランドで販売されたもの。
- アルカデア（1931年[1]発売） - 6.5×9cm（大名刺）判ハンドカメラ。日独写真機商店からモルタ合資会社への社名変更に伴いニフカスポーツを改名したもの[1]。レンズはシュタインハイル製ヘリオスター105mmF4.5または独マイヤー・ゲルリッツのトリオプラン105mmF4.5、シャッターは自社製のリデックス。
  - イートン - アルカディアの同型機で美篶商会からのブランドで販売されたもの。
  - ハッピー - アルカディアの同型機で浅沼商会からそのブランドで販売されたもの。ただしラック・アンド・ピニオンのピント合わせやライズ機構を備えたものから、前板を手で引き出して適当な場所で止めるだけの簡易型まで、同じ機種名でまとめるのが無理なほど違いがあるものがある。またボディー外板も初期にはアルミニウム製であったが後には鉄板になっている。
- ミノルタ（1933年[2]発売） - 大名刺判クラップカメラ[2]。セミミノルタと並びミノルタブランドが使用された最初のカメラ[2]。ニフカドックスと形式は似ているが、段違いに高級化している。写真乾板のほかに別売のロールフィルムバックが使用できる。レンズは旭光学（現リコーイメージング）製のアクチプラン105mmF4.5、シャッターはリデックスまたはクラウンA。
- オートミノルタ（1934年発売） - 距離計連動6.5×9cm（大名刺）判クラップカメラ。ドイツのプラウベル・マキナのような外観の、日本初の距離計連動クラップカメラ。初期型・中期型・後期型がある。レンズはアクチプラン105mmF4.5またはカール・ツァイス製テッサー105mmF4.5。シャッターはクラウンA、セルフタイマー付きコンパー、セルフタイマー付きコンパーラピッド。
- 改良型ミノルタ（1934年発売） - 大名刺判クラップカメラ。ミノルタにセルフタイマー付きコンパーシャッターまたはセルフタイマー付きクラウンAシャッターを搭載したもの。
- ハッピー（1934年発売） - 大名刺判ハンドカメラ。イートンの後継モデルで乾板のほかに別売のロールフィルムバックが使用できる。レンズは初期シュタインハイル製ヘリオスター105mmF4.5、後に旭光学製コロナー105mmF4.5。シャッターはリデックス、クラウンB、クラウンS。クラウンS付きはセルフタイマーを内蔵する。
- オートプレスミノルタ（1937年発売） - 距離計連動6.5×9cm（大名刺）判クラップカメラ。オートミノルタの後継機でレンズ前板と距離計部分がクロームメッキ仕上げ。乾板のほかに別売のロールフィルムバックが使用でき、専用フィルムバックを使用すると巻き上げに連動してシャッターがチャージされる。また、専用閃光電球フラッシュガンを取り付けるシューがカメラ側面についており、接点つきのホットシューとなっている。レンズは旭光学製プロマー105mmF3.5、シャッターはセルフタイマー付きクラウンラピッド。

## 110フィルム使用カメラ

### ポケットオートパックシリーズ
簡単操作の小型カメラでミノルタ16シリーズの実質的な後継製品。110フィルム使用カメラは画質の低さから世界的にも比較的早くフィルムシステムが衰退しあまり多くの機種は作られなかったが、ミノルタは110カメラの国内最多シェアを持っていた。
- ミノルタポケットオートパック70（1973年5月発売） - CdS測光・電子シャッターによるプログラムEE。10秒までの長時間露光可能。マジキューブ使用時は1/45秒固定。レンズはロッコール26mmF3.5。ミノルタ16からの伝統である引き出し式の接写レンズを備える。最短撮影距離0.5m、目測。
- ミノルタポケットオートパック60（1973年9月発売） - 輸出専用。ミノルタポケットオートパック70のカラーバリエーションモデル。
- ミノルタポケットオートパック50（1973年5月発売）- ミノルタポケットオートパック70のレンズをロッコール26mmF8に変更したもの。
- ミノルタポケットオートパック40（1973年9月発売）- 輸出専用。ミノルタポケットオートパック50のカラーバリエーションモデル。
- ミノルタポケットオートパック230 - 輸出専用。ミノルタポケットオートパック250のシャッターを機械式単速シャッターに変更し、レリーズ用ねじ穴を省いたもの。
- ミノルタポケットオートパック200（1975年7月発売） - 輸出専用。ミノルタポケットオートパック230の限定モデル。アメリカ合衆国建国200年を記念して米国でのみ限定特別パッケージ入りで販売された。
- ミノルタポケットオートパック250 （1977年発売） - ミノルタポケットオートパック50に専用エレクトロニックフラッシュソケットを追加したもの。
- ミノルタポケットオートパック270 - ミノルタポケットオートパック70に専用エレクトロニックフラッシュソケットを追加したもの。
- ミノルタポケットオートパック450E - レンズはロッコール26mmF3.5、シャッターは1/200秒固定で絞りは手動設定。マジキューブソケットを廃止し、フラッシュを内蔵した。露出計はフラッシュ使用指示用のみ。
- ミノルタポケットオートパック470
- ミノルタポケットオートパック460T - レンズは二焦点式のロッコール26mmF3.5および46mmF4.7。
- ミノルタポケットオートパック430E - レンズはロッコール26mmF5.6、接写レンズなし。
- ミノルタポケットオートパック460TX
- ミノルタポケットオートパック440E（国内販売なし） - レンズはロッコール26mmF5.6、接写レンズあり。
- ミノルタポケットオートパック440EX（国内販売なし） -
- ミノルタポケットオートパック450EX
- ミノルタポケットオートパック430EX

### ミノルタ110ズームシリーズ

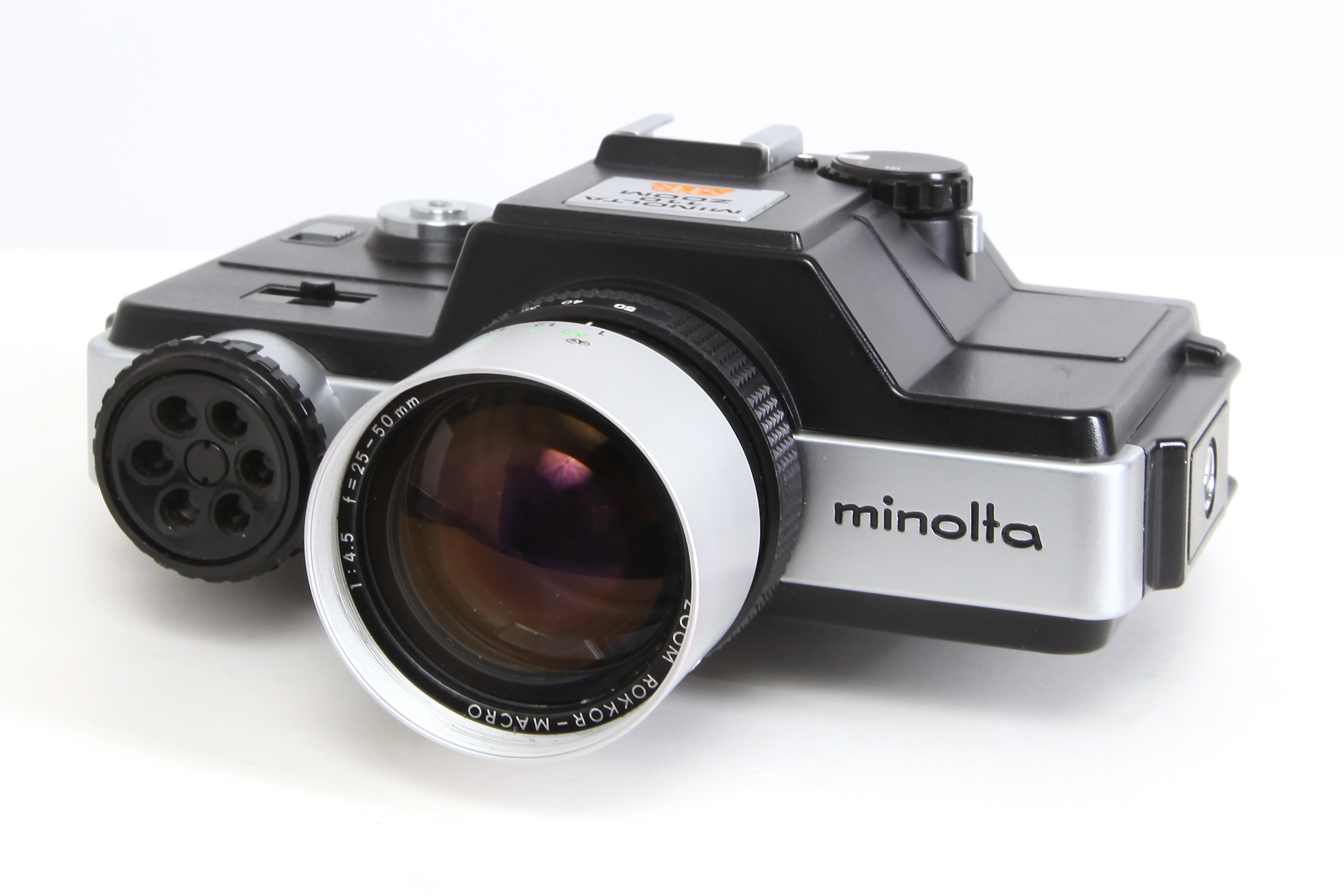
ミノルタ110ズームSLR

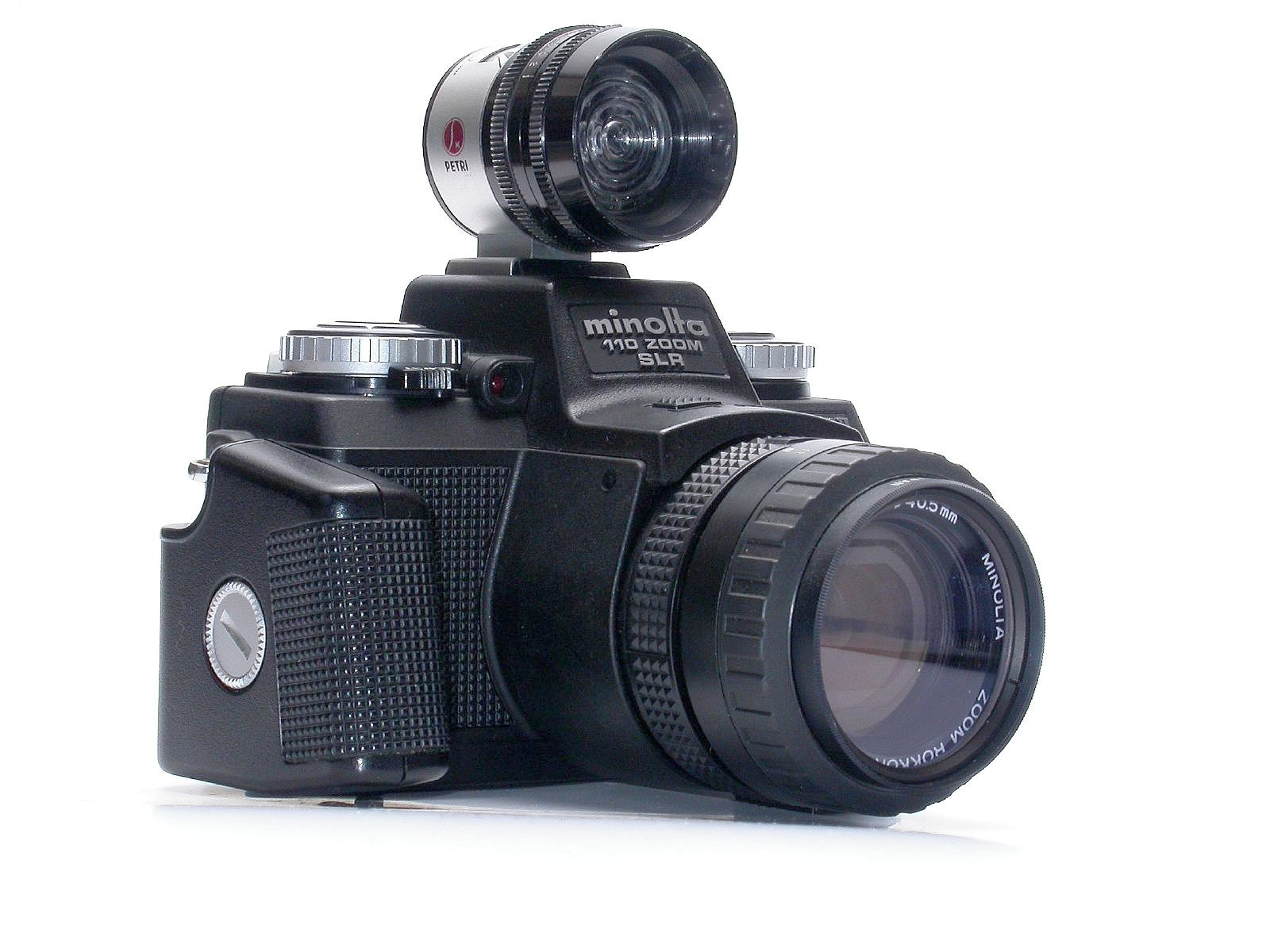
ミノルタ110ズームSLRマークII - アクセサリーシューに取り付けられているのはペトリ製の露出計で、このカメラの一部ではない

ズームレンズを固定した一眼レフカメラ。110フィルムカメラと言えば一般的に簡便なイメージがあるが、当シリーズは本格的なカメラとして企画・製造されており、ミノルタ110ズームSLRマークIIはミノルタX-700とほぼ同価格であった。
- ミノルタ110ズームSLR（1976年9月発売） - 当時の110カメラで一般的だった横型のスタイルそのままに望遠ズームレンズを搭載したような形状。上部への突出を抑えるため、ポロミラー式ファインダーを採用している。シャッターは電子スライド式スリットシャッターで可動ミラーの後ろにある。シャッタースピード10から1/1000秒、絞り優先AE。フラッシュ撮影時1/50秒。レンズはズームロッコールマクロ25-50mmF4.5固定。アタッチメントはφ40.5mmねじ込み。カメラを持った状態で右手側に穴の空いたダイヤルがあってその穴の一つがCdS測光素子であり、他の穴は飾りである。

- ミノルタ110ズームSLRマークII（1980年9月発売） - 一般的な一眼レフカメラを縮小したようなデザイン。通常のペンタプリズム式ファインダー。TTL中央重点測光。レンズはズームロッコールマクロ25-67mmF3.5固定。シャッターは縦走りのスリット式で絞り優先AE、シャッタースピードは1/4から1/1000秒。±2EVまでの露出補正が可能。アタッチメントはφ40.5mmねじ込み。

### ウェザーマチックシリーズ
全天候型の防水防塵カメラ。135フィルム、IX240フィルムを使用するモデルもある。
- ミノルタウェザーマチックA（1980年発売）- 水深5mまで潜水撮影可能な防水カメラ。ミノルタポケットオートパック450Eをベースに作られた。レンズはロッコール26mmF3.5、シャッターは1/200秒固定で絞りは手動設定。フラッシュ内蔵。露出計はフラッシュ使用指示用のみ。

## 120フィルム使用カメラ

### 6×4.5cm判スプリングカメラ
- セミミノルタI（1934年[2]発売） - 大名刺判クラップカメラのミノルタと並びミノルタブランドが使われた最初のカメラ[2]。レンズは3群3枚コロナ75mmF4.5。
- オートセミミノルタI（1937年発売） - 一眼式連動距離計を持つ数少ないスプリングカメラ。レンズは旭光学（現リコーイメージング）製で3群4枚のプロマー75mmF3.5、シャッターはデッケルのコンパーSまたは自社製クラウンラピッド。クラウンラピッドは1/400秒の速度が出る、戦前の国産レンズシャッターの最高峰のひとつであった。
- セミミノルタII（1937年発売） - レンズはコロナ75mmF4.5またはコロナ75mmF3.5。後期型は前蓋を開くとファインダーも開くよう改良されている。
- セミミノルタIIIA（1946年[2]発売） - ミノルタが第二次世界大戦後最初に生産したカメラ[2]。レンズはミノルタ最初の自社製[2]で、コートされた3群4枚ロッコール75mmF3.5。
- セミミノルタIIIB（1947年[3]発売） - レリーズ装着可となった。1芯型のシンクロ装置がついた。
- セミミノルタIIIC（1948年[3]発売） - 二重撮影防止装置廃止。この頃には製造品質も安定した。
- ミノルタセミP（1951年2月発売） - シャッターボタンを右手に変更。レンズはプロマー（Promar ）SII 75mmF3.5で旭光学（現リコーイメージング）製。シャッターは甲南カメラ研究所のコーナンフリッカー。

### 6×6cm判二眼レフカメラ
- ミノルタフレックスI（1937年発売） - 実際にはプリンスフレックスに2ヶ月程遅れたという説が有力であるが、「国産初の二眼レフカメラ」と称されることもあり[4]、また完成度と販売数は比較にならないため、事実上ではこの機種が「国産初の二眼レフカメラ」というのもあながち間違いではない。ピントフードはイコフレックスII、ボディー周りはローライコードのコピー。レンズはテッサー型3群4枚のプロマー（Promar ）75mmF3.5で旭光学（現リコーイメージング）製。シャッターはシャッター速度T、B、1〜1/300秒の自社製クラウンIIが多いが、コンパー付きもあった。シャッターレリーズは下部レバーを往復させるローライコード式であるが、前板向かって右側のレバーを押し下げることでも可能であり、この場合フィルムを巻かないとレバーが戻らず二重露光防止機構になっている。フィルム巻き上げはノブによる赤窓式。ドイツ製品に対する信頼感が強い当時にあって、営業政策的な観点が含まれていただろうとは言え、この時点で全て国産にて賄ったことはカメラファンにとって驚異であった[4]。
- ミノルタフレックスオートマット（1939年発売） - オートマットを称するがフィルム装填は赤窓式。クランク巻き上げによる自動巻止め、セルフコッキング。レンズは引き続き旭光学（現リコーイメージング）製プロマー75mmF3.5が使われたがアタッチメントはφ32mmカブセに大径化された。シャッターはクラウンIIだがTがなくなっている。ボディーレリーズが新設された。物資の統制が厳しくなった時期に当たり、各部の材質は充分とは言えない。
- 軍用試作二眼レフカメラ（1943年試作） - 二眼レフカメラのコンタフレックスを参考にして試作されたレンズ交換式二眼レフカメラ。標準レンズはロッコール75mmF3.5、交換レンズは150mmF5.6があってこの場合アルバダファインダーのフレームにより写野を決定する。ピント合わせはダイヤルによる直進ヘリコイド。レンズマウントはライカマウントと同じφ39mmねじ込み。シャッターはT、B、1〜1/400秒のクラウンラピッド。
- ミノルタフレックス試作（1947年頃試作） - 外観はミノルタフレックスIIに近いがシャッターはビハインド式である。
- ミノルタフレックスII（1950年 [3]7月発売） - レンズはテッサー型3群4枚ロッコール75mmF3.5で、ミノルタの製品として初めてコーティングが施された。シャッターはコダック式シンクロ接点を備えB、1〜1/500秒のコーナンラピッド。価格は当時ケース付きで31900円と高価であったが、さらにプレミアム付きで販売されていた[3]。
- ミノルタフレックスIIB（1952年発売） - セミオートマットに改良された。裏蓋ロックが信頼性の高いダイヤル式に変更された。ピントグラスに平凸レンズが貼り付けられピントが合わせ易くなった。
- ミノルタフレックスIII（1954年11月発売） - レンズ部にカバーが付きシャッタースピードと絞りは上部の窓に集中表示されるようになった。ビューレンズがビューロッコール75mmF3.2となり、アタッチメントは上下ともφ30mmバヨネットになった。シャッタ−はB、1〜1/500秒のセイコーシャラピッドで、シンクロ接点はドイツ式に変更された。
- ミノルタコード（1953年[5][6][7]発売） - ミノルタフレックスIIBの普及版として発売された。撮影レンズは3群3枚プロマーSIII75mmF3.5、ビューレンズはビュープロマー75mmF3.2。ピント合わせが前板下方にあるレバーにより直進ヘリコイドを動かして行なういわゆる「ハラキリ型」であり、これによりローライコピーとは一線を画すとともに目測による迅速な撮影が可能になった。シャッターはB、1〜1/300秒のシチズン付きとB、1〜1/500秒のセイコーシャラピッド付きがある。

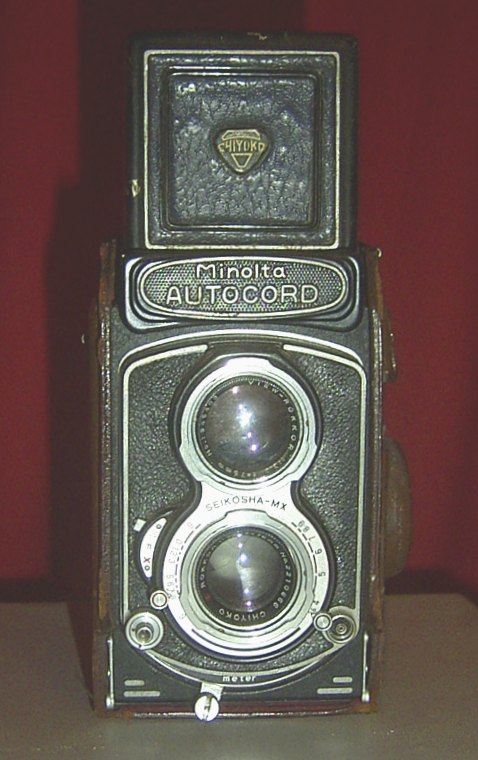
ミノルタオートコードI

- ミノルタコードオートマット（1955年10月発売） - フィルム平面性確保のためフィルム送りが通常とは逆の「上から下」に巻く方式になり、これは以後ミノルタ二眼レフカメラの大きなセールスポイントの一つとなった。セルフコッキングになった。
- ミノルタオートコードI前期型（1955年10月発売） - シャッターはB、1〜1/400秒でセルフタイマー付きのシチズンMXV。ミノルタフレックスIIIのように露出情報は集中表示。
- ミノルタオートコードL（1955年11月発売） - ミノルタオートコードIにセレン光電池式単独露出計を組み込んだモデル。
- ミノルタオートコードRA（1957年発売） - 巻上クランクの上に交換式のフィルム枚数規制盤を組み込みサイズマスクを取り付けることにより6×6cm判の他に4×4cm判、4×5cm判（18枚撮り）での撮影が可能である。珍品。一時ミノルタオートコードシリーズからの有料改造も受け付けた。
- ミノルタオートコードRG（1961年発売） - 吊り金具が専用になっている。
- ミノルタオートコードI後期型（1962年発売） - ファインダースクリーンがフレネルレンズ入りになった。
- ミノルタオートコードCdS（1965年発売） - CdS式の単独露出計を内蔵した。オートコードRAの3サイズ改造は不可能。後期型は220フィルムに対応した。レンズが新ガラスを採用した俗称「ニューロッコール」になった。
- ミノルタオートコードIII（1965年発売） - 220フィルムに対応している。ミノルタ二眼レフカメラの最終機となった。

## 126フィルム使用カメラ

### オートパックシリーズ
簡単カメラ。すぐにフィルムシステムが衰退し、あまり多くの機種は作られなかった。画面サイズはすべて正方形の24×24mm判。
- オートパック700（1965年11月発売） - オートパックシリーズの第1号製品にしてシリーズ最高級機種。距離計連動式、シャッター速度優先AEおよびマニュアル撮影可能。レンズはロッコール32mmF2.8。刻印のみ異なる初期型は輸出専用。国内販売は1966年4月から。
- オートパック500（1966年8月発売） - ゾーンフォーカス式、プログラムAE。セレン光電池の連動範囲外では自動的にフラッシュキューブが発光する。シャッタースピードは通常時1/90秒単速、フラッシュ発光時は1/45秒。
- オートパック550（1969年7月発売） - オートパック500の改良型。露出計がCdS式となった。プログラムAEでシャッタースピードは通常時1/90秒単速、フラッシュ発光時は1/45秒。レンズは3群4枚ロッコール38mmF2.8。
- オートパック800（1969年7月発売） - 連動距離計とスプリングモーターによる巻き上げ機構を持つ高級型。プログラムAEでシャッタースピードは通常時1/90秒単速、フラッシュ発光時は1/45秒。レンズは3群4枚ロッコール38mmF2.8。
- オートパック600X（1971年4月発売） - オートパック550の輸出モデル。外装の色がシルバーからブラックになりレンズ回りのデザインが変更された。CdS露出計によるプログラムAE方式。レンズはロッコール38mmF2.8。
- オートパック400X（1972年9月発売） - セレン光電池によるフラッシュキューブ発光機能付、輸出専用機種。レンズは固定焦点のロッコール34mmF8。

## 127フィルム使用カメラ
- ニフカレッテ（1929年4月発売） - 日独写真機商店の第一号機[1]。4×6.5cm（ヴェスト）判の蛇腹カメラ[1]。エ・クラウスの製品ローレッテのコピー品であった[1]。名称は日独写真機商店のニ、フォトグラフのフ、カメラのカで、以後日独写真機商店時代のカメラはこのブランドを使用した[1]。レンズとシャッターは輸入で、完全な国産とは言えないが、ボディーのできは良く、当時レンズは国内で生産されていない[1]。大きく分けて高級なA型、中級のB型、普及版のD型と3種類の仕様があり、その他にC型もあったと言うが現物は確認されていない。レンズ・シャッターともにドイツ製の輸入品であり、蛇腹に至るまで輸入品であり、工員が不慣れで当初月産50台という状態だったため安価にはできず、輸入品のピコレットやローレッテと大差ない価格であった[1]。以下に挙げた他にも色々なレンズ、シャッターの組み合わせがあるという。
  - ニフカレッテA型 - ウォームギアの回転によりピント合わせを行なう高級仕様。レンズはシュナイダー・クロイツナッハのクセナー75mmF4.5またはケンゴット・シュトゥットガルトのヴェカー75mmF4.5またはヴェカー75mmF6.3、シャッターは#00のプロント、イプソール、旧コンパーまたは新コンパーが装着されていた。
  - ニフカレッテB型 - レバーをスライドさせてピント合わせを行なう中級仕様。ヴェカー75mmF4.5または同F6.3、シャッターはイプソール、プロント、プロントまたはコンパーを装備。
  - ニフカレッテD型 - 手で前板を直接前後させてピント合わせを行なう普及仕様。シュタインハイル製アプラナート75mmF8またはケンゴット・シュトゥットガルトのヴェカーアプラナート75mmF8、シャッターはプロントまたはバリオを装備。
- シリウス・ベベ（1931年発売） - モルタ合資会社への社名変更に伴いニフカレッテBを改名し、4×6.5cm判と3×4cm（ヴェスト半裁）判の両用とし、ファインダーを折りたたみ式スポーツファインダーとしたもの。当時は小西六（コニカを経て現コニカミノルタ）のパーレットがライバルであった。レンズはヘリオスターF4.5付きが知られている。
- ミノルタミニフレックス（1959年9月発売） - 4×4cm判の二眼レフカメラ。一般にボディー本体だけダイキャストにするが、このカメラはファインダーの台枠や三脚穴まで一体式のダイキャストであり、このためファインダーフードはパネル3枚という独特の構成である。レンズは高分散低屈折の新種ガラスを使ったテッサー型3群4枚のロッコール60mmF3.5。

## 135フィルム使用カメラ

### ミノルタ35シリーズ
戦後間もなく登場したライカスクリューマウント機。初期型はニコンI同様24×32mm判。その後漸次改造され24×36mm（ライカ）判に対応したのは最終型となるミノルタ35IIBであった。

#### 35シリーズボディー
- ミノルタ35I（1947年5月または1948年[3]発売） - ニコンI同様24×32mm判でフィルム送りも32mm。標準レンズとして50mmレンズではなくスーパーロッコール45mmF2.8付が取り付けられていた。
- ミノルタ35E（1951年11月発売）
- ミノルタ35F（1952年発売）
- ミノルタ35II前期型（1953年2月発売） - フィルム送りが32mmでは自動現像機に対応できず輸出できないことからフィルム送りのみ36mmにしたモデル。1954年4月、従来のスーパーロッコール45mmF2.8付に加えスーパーロッコール50mmF2付が発売された。
- ミノルタ35II後期型（1955年発売） - 24×34.5mm判。
- ミノルタスカイ（1957年試作） - ドイツのエルンスト・ライツ（現ライカ）製ライカM3に対抗すべく開発されたレンジファインダーの試作機。当時のミノルタの持てる力全てを注いで開発された。同時期には日本光学、キヤノンでもライカM3の対抗機種が製作されている。ただ当時すでに一眼レフカメラの優位性が世界的に認知され始めており、創業者・田島一雄は米国への宣伝旅行から帰国した際市販化寸前のスカイの開発にストップをかけ、SRシリーズの登場を促している。その後ミノルタサービスステーションなどで公開されており、試作機としての露出度合いは非常に高い。
- ミノルタ35IIB（1958年5月発売） - 最終機。レバー巻き上げになった。普通の24×36mm（ライカ）判になった。
- ミノルタ35III（1958年試作） - ミノルタスカイの簡略版。試作のみに終わった。

### ミノルタメモ
- ミノルタメモ（1949年発売） - 黒いベークライトボディーに黒革を張ったオーバルデザイン。巻き上げは底部レバー。セルフコッキング、二重露光防止。シャッターは1/25秒、1/50秒、1/100秒の三速。目測で、レンズは3群3枚ロッコール50mmF4.5。

### ミノルタAシリーズ
- ミノルタA（1955年4月発売） - ミノルタ初のレンズシャッター式ライカ判レンジファインダーカメラで、シャッターを前後逆に搭載してレンズの出っ張りを薄くしてある。ボディはミノルタメモを踏襲しただるま型だが近代的な軽金属製となっている。レンズはロッコール50mmF3.5、シャッターはシチズンまたはオプチパー。同年12月にシチズンMXシャッター付、翌年7月にシチズンMVシャッター付が発売された。
- ミノルタA2（1955年11月発売） - ファインダーを採光式に改良し、シャッター・レンズを小変更した機種。いずれもシャッターやレンズなどが異なるモデルが存在する。専用着脱式露出計がある。レンズはロッコール45mmF3.5またはロッコール45mmF2.8、シャッターはシチズンMXVやシチズンMVが装備されている。
- ミノルタスーパーA（1957年6月12日発売） - セイコーシャMXシャッターをビハインド式に搭載してレンズ交換式とした。交換レンズは3群4枚ロッコール35mmF3.5、6群7枚ロッコール50mmF2、5群6枚ロッコール50mmF1.8、3群5枚ロッコール50mmF2.8、3群5枚ロッコール85mmF2.8、3群5枚ロッコール100mmF3.8、5群5枚テレロッコール135mmF4.5がある。専用着脱式露出計と、さらにその上に着脱できるブースターがある。
- ミノルタA2L（1958年6月発売） - ミノルタA2をレンズ交換可能とし、ファインダーに100mm用フレームを追加したもの。シャッターもライトバリュー式で1/500秒までのシチズンMVL型に交換されている。ミノルタA2をメーカーで改造することで作られた。標準レンズはロッコール45mmF2.8、交換レンズはテレロッコール100mmF4.8のみ。
- ミノルタA3（1959年8月発売） - アルバダ式ファインダーに戻り、だるま型をやめ一般的なデザインになった。ライトバリュー式のシチズンMVLシャッターに代えて通常型のシチズンMVシャッターを搭載する。レンズは3群4枚構成のロッコールTD45mmF2.8付と3群5枚構成のロッコールTE45mmF2.8付がある。
- ミノルタA5（1960年2月発売） - レンズシャッターながら1/1000秒の速度を持つシチズンMLTシャッターを装備。再び採光式ファインダーが復活された。ロッコールPF45mmF2またはロッコールTD45mmF2.8付。
- ミノルタAL（1961年7月発売） - A5にセレン連動露出計と自動復帰フィルムカウンターを追加したモデル。レンズはロッコールPF45mmF2のみ。
- ミノルタAL2（1963年12月発売） - 初代ハイマチックに近いデザインを持つ。レンズは大口径のロッコールPF45mmF1.8がつけられたがシャッター最高速は1/500秒に戻った。ファインダー内で露出を合わせられる。

### ミノルタオートワイド
- ミノルタオートワイド（1958年3月発売） - ワイドカメラブームのまっただ中で、連動露出計を世界で初めて内蔵し登場した35mmレンズ装備のワイドカメラ。この後、ワイドブームの火付け役となったオリンパスワイドを発売したオリンパスが矢継ぎ早に新型ワイドカメラを発売するのに対し、ミノルタは広角・望遠レンズを自由に使える一眼レフカメラが普及することを見込んで、ほかにワイドカメラを開発することはなかった。シチズンMVLシャッターと4群6枚のWロッコール35mmF2.8を装備している。

### ミノルタV2/V3
シチズンと共同開発した高速レンズシャッターオプチパーHSを搭載している。シャッターを全開させずに途中で閉めることによってこの速度を実現しているため、最高速使用時は小絞りでしか使えない。
- ミノルタV2（1958年4月発売） - シャッター最高速は1/2000秒。1/2000秒ではF8、1/1000秒ではF4より絞り込まなければならない。レンズはロッコールPF45mmF2。
- ミノルタV3（1960年9月発売） - シャッター最高速は1/3000秒。1/3000秒ではF8、1/2000秒ではF4より絞り込まなければならない。セレン光電池による連動露出計を装備している。レンズはロッコールPF45mmF1.8。

### ミノルタユニオマット/アンスコセットシリーズ
追針合致式セレン露出計と手動プログラムシャッターを搭載した普及機。露出計の指針を参考に手動でプログラムシャッターを操作する方式で、自動露出ではない。いずれも搭載しているシャッターはシチズンオプチパーユニで、最高速度は1/1000秒にも達しEV18までの明るさに対応する。しかし当時は高感度のフィルムがなく、プログラムシャッターでは使用頻度が限られていたため、後のハイマチックでは1/1000秒シャッターは廃止された。アメリカアンスコブランドで製造販売されたものはアンスコセットという名前で、国内版には存在しないCdS露出計を搭載したものもあった。
- ユニオマット（1960年5月発売） - 装着レンズは3群4枚テッサー型のロッコール45mmF2.8。
- ユニオマットII（1961年10月発売） - デザインの小変更に留まる。
- ユニオマットIII（1964年6月発売） - セレンがリング状になるなど大きく改良された。

### ミノルタハイマチック/アンスコオートセットシリーズ

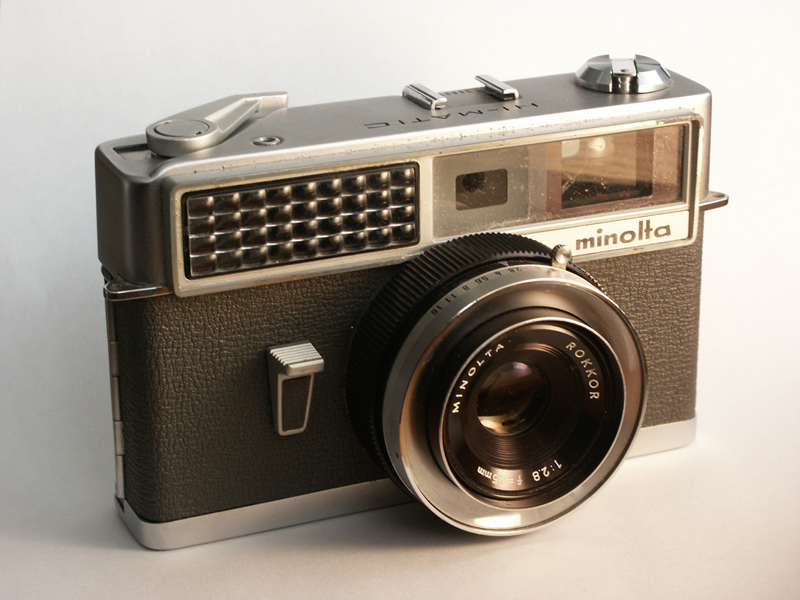
ハイマチック

- ハイマチック（1961年12月発売）/アンスコオートセット - ハイマチックは大口径ロッコールPF45mmF2レンズを積みながらもプログラムAE専用とした距離計連動カメラ。ユニオマットでは連動していなかったセレン露出計とプログラムシャッターを連動させ、ピントを合わせてシャッターボタンを押すだけの簡単操作カメラになった。シャッターはプログラムシャッターのシチズンユニE。アンスコへのOEM製品アンスコオートセットは装着レンズが45mmF2.8で、マーキュリー・アトラス6号（コールサイン「フレンドシップ7」）に搭載されて初めて宇宙に飛んだカメラとなり、この際「グレン効果」の撮影に成功している。「アメリカ航空宇宙局が内外のカメラを集めて検討の結果EEの操作が簡単で操作性に優れ撮影結果の良好であったため採用された[3]」という説と、「ジョン・グレンの私物」という説がある。このカメラはアメリカ航空宇宙局により上下逆さまにしてアクセサリーシューの部分にレリーズ付グリップ[3]を付け三脚穴の部分にファインダーが取り付けられ、ピントは無限に固定され軽量化のため至る所に肉抜き穴を開けるなど種々の改造を加えた[3]。現在はスミソニアン博物館にあるという。以後マーキュリー・アトラス6号のコールサイン「フレンドシップ7」にちなんでミノルタは7をラッキーナンバーとして使用するようになり、ジョン・グレンが1963年に来日した際製造番号77777777のハイマチックがプレゼントされた[3]。

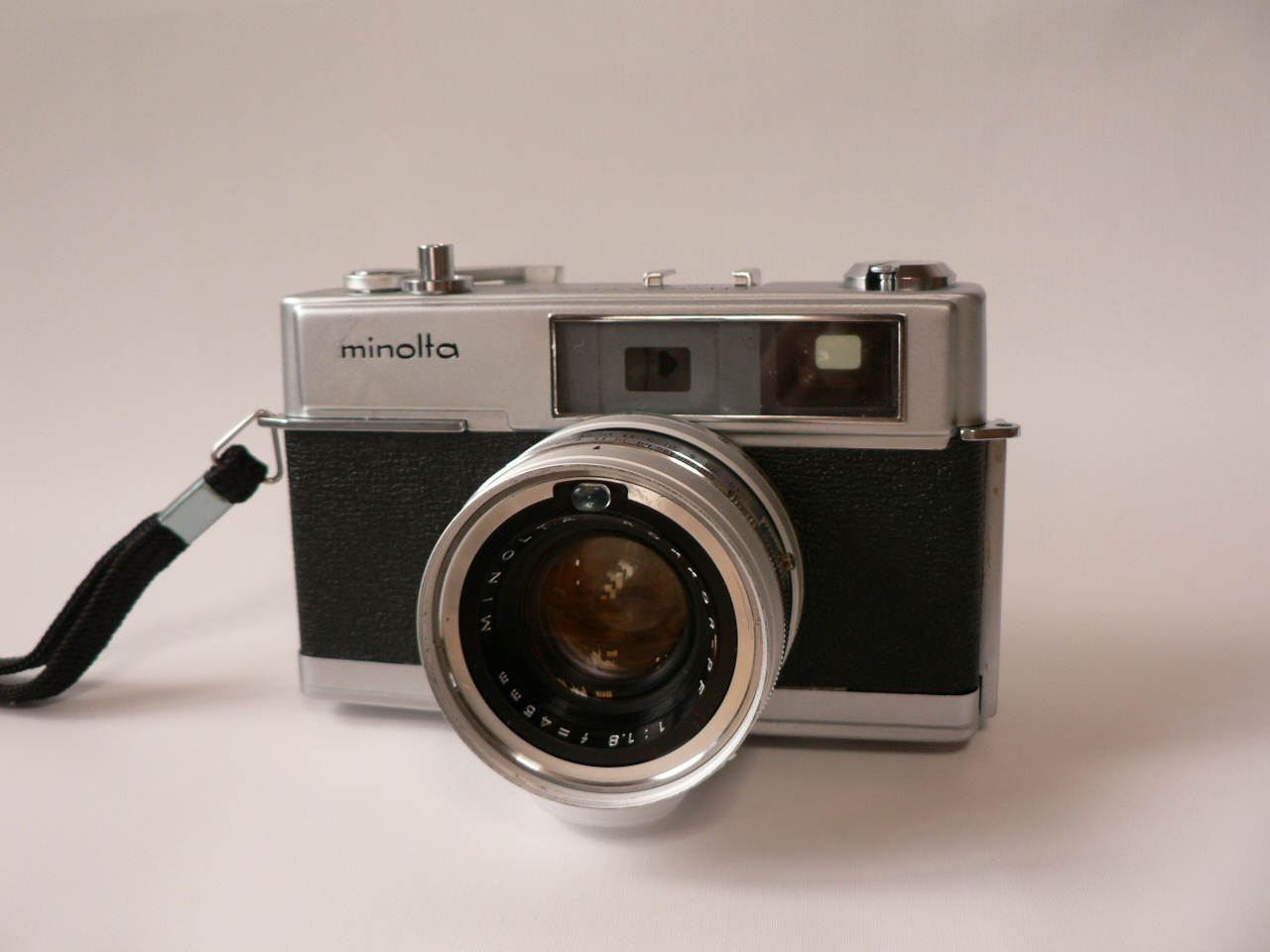
ハイマチック7

- ハイマチック7（1963年12月発売） - 輸出を意識していたハイマチックのデザインを一新して、前面にあったシャッターボタンをトップカバー上にするなどの変更をしたモデル。初期ハイマチックシリーズの基本形となった。距離計連動式、CdS露出計によるプログラムAEで、シャッターがセイコーLAに変更されてマニュアル露出が可能になった。レンズはロッコールPF45mmF1.8。
ＯＥＭ提供商品であったアンスコオートセットがフレンドシップ7号に使用されたことから、それにちなみ名称に「７」を採用し以後ミノルタのカメラ製品において「７」の型番は特別な意味を持つこととなり、その伝統が下述のSR-7・X-7・X-700・α7000に引き継がれた。
- ハイマチック9（1966年3月発売） - CdS露出計によるプログラムAEおよびマニュアル露出方式の距離計連動カメラ。セイコーFLAシャッターを装備し、フラッシュマチックとフィルムインジケータ[注 1]が追加された。上下分割測光であるCLC測光採用。レンズはロッコールPF45mmF1.7。
- ハイマチック7s（1966年8月発売） - CdS露出計によるプログラムAEおよびマニュアル露出方式の距離計連動カメラ。ハイマチック9のフラッシュマチックを省略した機種。装着レンズはロッコールPF45mmF1.8。上下分割測光であるCLC測光採用。1971年に登場したブラックモデルは輸出専用。
- ハイマチック11（1969年10月発売） - CdS露出計によるプログラムAEおよびシャッター速度優先AE方式の距離計連動カメラ。レンズはロッコール45mmF1.7。シャッターをセイコーALAに変更したためプログラムAEの他シャッター速度優先AEが可能になり、代わりにマニュアル露出は外された。CLC測光方式。
- ハイマチックC（1969年10月発売）/ハイマチック5（1971年9月発売） - 3点ゾーンフォーカス式で、レンズは沈胴式3群3枚のロッコール40mmF2.7。CdSによるシャッター速度優先AEを装備する。シャッターは簡易型のセイコーBSで、シャッター速度は1/30、1/250秒の2速[注 2]。ハイマチック5はブラックペイントでレンズを固定鏡胴化した輸出版。
- ハイマチックE（1971年2月発売）/ハイマチックES（1973年6月発売） - CdS露出計とセイコーESF電子シャッターによるプログラムAE方式の距離計連動カメラ。レンズはロッコールQF40mmF1.7。専用フラッシュでオート調光可能。ハイマチックESは輸出版。

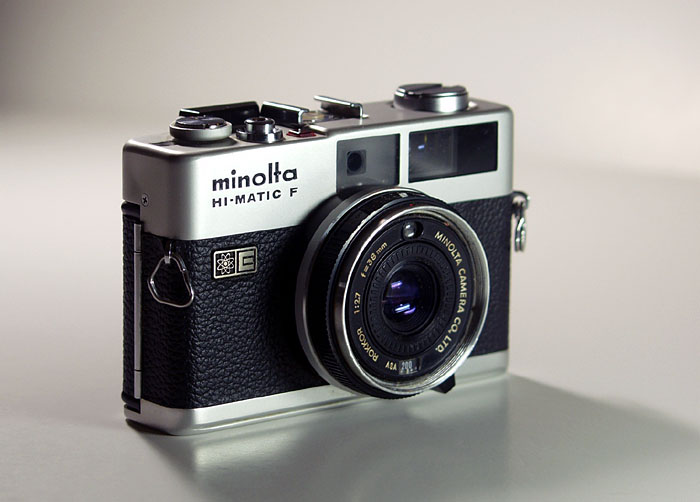
ハイマチックF

- ハイマチックF（1972年6月発売）/ハイマチックFPブラック（1974年10月発売）/ハイマチックCS（1972年発売）/ハイマチックCSII（1978年発売） - ハイマチックEの下位モデルとして開発された。レンズはロッコール38mmF2.7。CdS測光で、セイコーESL電子制御シャッターによるプログラムAE。ハイマチックFPブラックとハイマチックCS･ハイマチックCSIIは輸出版で、ブラックペイント仕上げのみ。ハイマチックCS・ハイマチックCSIIにはセルフタイマーがない。
- ハイマチックG（1974年10月発売）- ゾーンフォーカス式、CdS測光、コパル機械式プログラムシャッター装備。レンズはロッコール38mmF2.8。
- ハイマチック7sII（1977年発売）- 距離計連動式、CdS測光、コパル機械式シャッターによるシャッター速度優先AEおよびマニュアルカメラ。レンズはロッコール40mmF1.7。輸出専用。
- ハイマチックS（1977年6月発売）/ハイマチックSD （1977年6月発売）- ゾーンフォーカス式のコンパクトカメラで、レンズはロッコール38mmF2.7。ミノルタで初のフラッシュ内蔵機種。感電防止のため、プラスチック製のボディとなった。CdS測光、セイコーESF電子シャッターによるプログラムAE方式。ハイマチックSDは日付写し込み機能を装備している。

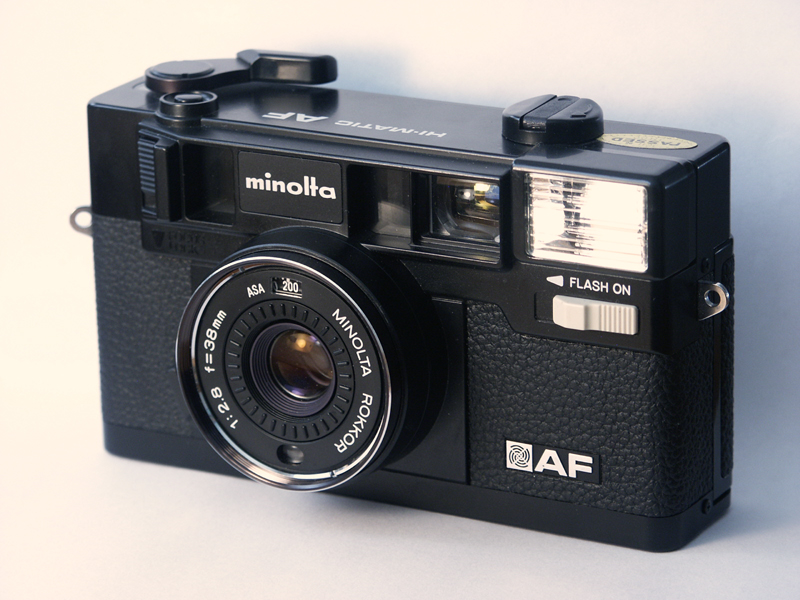
ハイマチックAF

- ハイマチックAF（1979年9月発売） - パッシブ式オートフォーカスのコンパクトカメラで、レンズはロッコール38mmF2.8。ミノルタで初のオートフォーカス機種。CdS測光、セイコーESF電子シャッターによるプログラムAE方式。
- ハイマチックAF2（1981年3月発売）/ハイマチックAF-D （1981年3月発売）- アクティブ式オートフォーカスのコンパクトカメラで、レンズはミノルタレンズ38mmF2.8。測距センサーがアクティブ式になったため暗所でも測距性能が低下しなくなったが、ハイマチックAFにあったフォーカスロック機能はなくなった。CdS測光、セイコーESF電子シャッターによるプログラムAE方式。ハイマチックAF-Dは日付写し込み機能を装備している。
- ハイマチックS2（1981年発売）/ハイマチックSD2 （1981年発売）- ゾーンフォーカス式のコンパクトカメラで、レンズはミノルタレンズ38mmF2.8。ハイマチックSおよびハイマチックSDの後継機種。CdS測光、セイコーESF電子シャッターによるプログラムAE方式。セルフタイマーが機械式から電子式になった。ハイマチックSD2は日付写し込み機能を装備している。ハイマチックS2の輸出用生産分はセルフタイマーを搭載していない。
- ハイマチックG2（1981年発売）- ゾーンフォーカス式、CdS測光、機械式プログラムシャッター装備。ハイマチックGの後継機種。レンズはミノルタレンズ38mmF2.8。輸出専用。

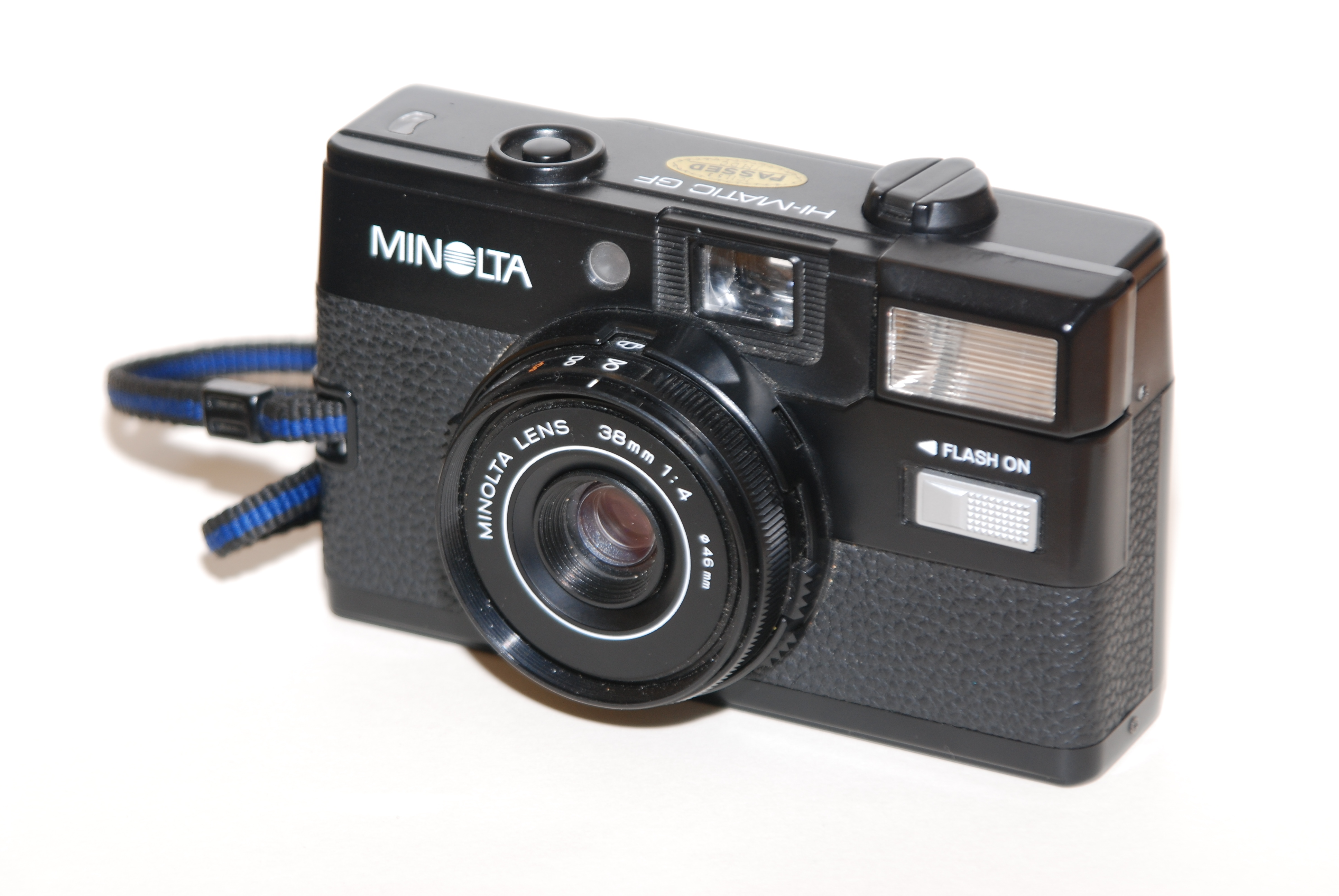
ハイマチックGF

- ハイマチックGF（1981年発売）/ハイマチックGFレッド （1984年発売）/ハイマチックGFブルー （1985年発売）- 輸出専用の簡易カメラ。4点ゾーンフォーカスで単速シャッター、お天気マークで絞りを変化させる。レンズはミノルタレンズ38mmF4。CdSによりストロボ発光指示を点灯させる。ハイマチックシリーズ中唯一AEを装備しないカメラである。セルフタイマーがついているものとついていないものがある。
- ハイマチックAF-2 M（1982年3月発売）/ハイマチックAF-2 MD （1982年9月発売）- アクティブ式オートフォーカスのコンパクトカメラで、レンズはミノルタレンズ38mmF2.8。フィルム巻き上げ・巻き戻しがモーター化されたハイマチック最終機種。CdS測光、セイコーESF電子シャッターによるプログラムAE方式。ハイマチックAF-2 MDは日付写し込み機能を装備している。

### ミノルタエレクトロショット
- ミノルタエレクトロショット （1965年発売）- セイコーのES電子プログラムシャッターを装備して露出の完全自動制御を実現した、初期の電子シャッターカメラ。距離計連動式で、レンズはロッコールQF40mmF1.8。当時はまだ電子シャッターの技術が未熟だったため故障が多発した。プログラムAE専用で、部品の多くがハイマチックシリーズと共通である。

### ミノルチナシリーズ
操作性や機能を犠牲にせずに小型化したシリーズ。マイナーチェンジにより、後期のALシリーズになる。
- ミノルチナP （1964年9月発売）- ミノルタミノルチナSの下位モデルとして同時発売された。ハイマチックの廉価版として販売されていたユニオマットの小型版という位置づけで、レンズはロッコール38mmF2.8。距離計は省略し目測式となった。セレン露出計を内蔵する。シャッターはシチズンPでユニオマットと同様の手動プログラム式である。発売当時ライカ判でここまで小さいカメラは珍しく、小型カメラは高級感に欠けるとされなかなか市場に受け入れられなかった。
- ミノルチナS/ミノルタAL-s（1964年11月発売） - セレン連動露出計を内蔵するマニュアル露出の距離計連動式カメラ。セイコーSLVシャッターを装備。AEカメラが普及してもやや上級向けとして販売され続けていたが機能的にはすでに陳腐化していたマニュアルカメラを小型化することにより気軽に高度な撮影を楽しめることを狙って開発された機種。連動距離計、連動露出計、大口径ロッコールQF40mmF1.8レンズを持ち合わせていながら当時としては非常に小型のカメラだった。しかし、普及機は自動露出が当たり前となり、一方本格的なマニュアル撮影をするカメラを小さくする必要はないという風潮があり、あまり売れなかった。輸出用にはミノルタAL-sとして販売された。
- ミノルタALS （1966年4月発売）- ミノルタミノルチナSのセレン露出計をCdS露出計に変更したもの。AE専用機ハイマチックのマニュアル版としてしばらく併売されていたAL-2の販売が終了すると、もともと海外向けにミノルチナSがAL-sとして販売されていたこともあり、ミノルチナシリーズの後継機が新たにALの名称を引き継ぐようになった。そのトップバッターとして発売されたのが本機である。ミノルタAL-sとは名称が似ているが、別のカメラである。

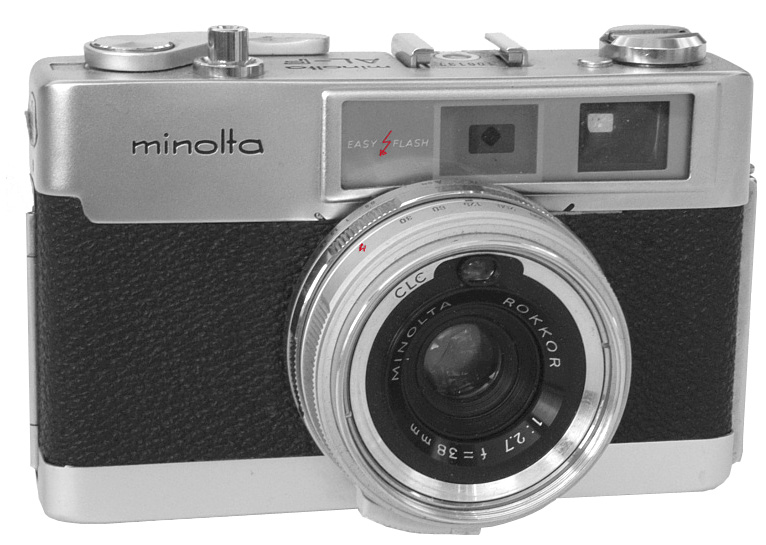
ミノルタAL-F

- ミノルタAL-F（1967年7月発売） - ミノルタミノルチナPの後継モデルとして開発された距離計連動カメラ。すでにミノルチナS/ミノルチナPを発売した時点で、他社はマニュアル専用機の販売をほとんど終了しており、ALシリーズを名乗るAL-Fにもシャッター優先式AEが装備されることとなった。CLC測光方式のCdS露出計によるAE専用で連動距離計を装備、ミノルチナPとは性格が異なるカメラになった。フラッシュマチックも追加されている。
- ミノルタAL-E（1968年9月発売）- CdS露出計とシチズンVEシャッターによるシャッター速度優先EE・距離計連動カメラ。ALシリーズ最終機種。この年にはさすがに上級機もAEを装備しないわけには行かなくなったため、ALSをベースにシャッター優先AEを装備し発売された。しかしこの年はコンパクトカメラの祖として名高いコニカC35が発売され大ヒット、またしても売れ行きは不調、シリーズ全体としてもAL-Eを最後として大きな販売成績を残すことなく終焉した。

### ミノルタレポシリーズ
24×18mm（ハーフ）判カメラ。ミノルチナシリーズをベースとしている。ロングセラーであったミノルタ16シリーズとの競合を恐れこの判への参入は遅れ、2機種を出したところでハーフ判ブームが去った。
- ミノルタレポ（1963年8月発売） - ミノルチナPをハーフサイズにしたような手動プログラム式のカメラ。レンズは3群4枚ロッコール30mmF2.8固定。初期型と後期型があり、ファインダー周りのデザインに差異がある。
- ミノルタレポS（1964年11月発売） - ミノルチナSをハーフサイズにしたような性格のカメラ。レンズは5群6枚ロッコールPF32mmF1.8。

### ミノルタAF-C
- ミノルタAF-C（1983年2月発売）- バリアタイプのオートフォーカスコンパクトカメラ。ハイマチックAFの時代と比べ著しい小型化と軽量化が図られておりアクティブ型AF、レンズは6群6枚のミノルタレンズ35mmF2.8、フラッシュは着脱式。販売価格は42,000円とコンパクトカメラとしては高価であり、レンズ構成・性能面からプロ・ハイアマチュアのサブカメラ用途として用いられた。

### ミノルタAF-Sシリーズ
- ミノルタAF-Svクオーツ（1983年6月発売） - 音声による操作方法やお知らせなどを案内する機能を搭載し、喋るカメラとして有名になった。松田聖子を起用したCMも話題になった。ハイマチックAF系カメラはゾーンフォーカスカメラをオートフォーカスカメラに焼きなおしたものという性格が強かったが、最初からオートフォーカスカメラとして設計しなおした機種でもある。クオーツ素子によるオートデート機能を搭載している。アクティブ型オートフォーカスでレンズはミノルタレンズ35mmF2.8。
- ミノルタAF-Sクオーツ（1983年6月発売） - ミノルタAF-Svクオーツから音声お知らせ機能を取り去った機種。
- ミノルタAF-Sトークマン（1984年9月発売）- ミノルタAF-Svクオーツにグリップを取り付け、デザインを小変更した機種。音声お知らせ機能をアピールするため、カメラ正面右側に「TALKMAN」とプリントされた。
- ミノルタAF-Sクオーツデート（1984年9月発売）- ミノルタAF-Sトークマンから音声お知らせ機能を取り去った機種であり、実質的にミノルタAF-Sクオーツの塗色違いモデル。

### ミノルタAF-E
- ミノルタAF-Eクオーツデート（1984年7月発売） - レンズキャップ不要のバリアタイプ設計で大幅に小型軽量化したオートフォーカスコンパクトカメラ。アクティブ式オートフォーカスでレンズはミノルタレンズ35mmF3.5。
  - ミノルタフリーダムII （1984年11月発売） - 通常モデルからクオーツデートを取り去った海外向けモデル。
  - ミノルタaf-eクオーツデート（1985年3月発売） - アンドレ・クレージュがデザインに関わったバリエーションモデル。

### ミノルタマックシリーズ
単焦点および二焦点レンズを装備した全自動コンパクトカメラ。
- ミノルタAFテレクオーツデート（1985年8月発売） - 後のマックシリーズの原型となった。レンズは二焦点式ミノルタレンズ38mmF2.8/60mmF4.3。
- ミノルタマック7（1986年3月発売） - レンズはミノルタレンズ35mmF2.8。
  - ミノルタマック7クオーツデート（1986年3月発売） - ミノルタマック7に日付写しこみ機能のついたモデル。
- ミノルタマックデュアルクオーツデート（1987年3月発売）- レンズは二焦点式でミノルタレンズ35mmF3.5/50mmF5.6。
  - ミノルタマックデュアルシルバー（1988年2月発売） - ミノルタマックデュアルクオーツデートのカラーバリエーションモデル。
  - ミノルタマックデュアルレッド（1988年2月発売） - ミノルタマックデュアルクオーツデートのカラーバリエーションモデル。
- ミノルタマックオートクオーツデート（1987年5月発売）- レンズはミノルタレンズ35mmF4.5。
- ミノルタマックテレクオーツデート（1988年6月発売）/ライカAF-C1クオーツデート - レンズはミノルタレンズ38mmF2.8/80mmF5.6。付属の取扱説明書には「マックテレ80」と記載されている。ライカAF-C1クオーツデートはエルンスト・ライツ（現ライカ）向けにOEMとして製造された。専用105mmテレコンバージョンレンズや特殊効果フィルターセットも発売された。
- ミノルタマックズーム90クオーツデート（1989年3月発売）- ミノルタのコンパクトカメラとしてはじめてズームレンズを装備した機種。レンズはミノルタレンズ38-90mmF3.5-7.5。
- ミノルタマックテレ60クオーツデート（1989年7月発売）- レンズは二焦点式ミノルタレンズ38mmF4/60mmF7。
- ミノルタマックメイトクオーツデート（1989年8月発売）- レンズはミノルタレンズ35mmF4.5。生活防水構造。
- ミノルタマックズーム65クオーツデート（1989年8月発売）- レンズはミノルタレンズ38-65mmF4.5-7.2。
- ミノルタマック35クオーツデート（1990年6月発売）- レンズはミノルタレンズ35mmF4.5。
- ミノルタAFツイン28クオーツデート（1991年3月発売）- レンズはミノルタレンズ28mmF4/40mmF5.6の二焦点式。マックという文字が入っていないが、マックシリーズの流れを汲むカメラである。

### ミノルタFSシリーズ
固定焦点コンパクトカメラシリーズ。「FS-E」シリーズはプログラムAE、「FS-35」シリーズは露出固定。
- ミノルタFS-E （1985年3月発売）- ミノルタAF-Eのオートフォーカスを省略して固定焦点とした機種。黒と赤のカラーバリエーションがある。レンズはミノルタレンズ35mmF4.5。
- ミノルタFS-EII （1987年9月発売）- ミノルタマックオートクオーツデートのオートフォーカスとクオーツデートを省略して固定焦点とした機種。レンズはミノルタレンズ35mmF4.5。
- ミノルタFS-EIIIクオーツデート （1989年7月発売）- ミノルタFS-EIIにクオーツデートを追加した機種。レンズはミノルタレンズ35mmF4.5。
- ミノルタFS-35クオーツデート （1990年5月発売）- レンズはミノルタレンズ35mmF4.5。
- ミノルタFS-35II （1991年11月発売）- レンズはミノルタレンズ35mmF4.5。クオーツデートは搭載していない。
- ミノルタメモリーメーカー （1992年6月発売）- ミノルタFS-35IIのフィルム巻き上げ・巻き戻しをモーターからノブ・クランクによる手動式にした輸出用機種。レンズはミノルタレンズ35mmF4.5。

### ミノルタウェザーマチックシリーズ
全天候型の防水防塵カメラ。110フィルム、IX240フィルムを使用するモデルもある。
- ミノルタウェザーマチックデュアル35（1987年10月発売）- ミノルタマックデュアルクオーツデートをベースにした全天候型防水オートフォーカスコンパクトカメラ。レンズはミノルタレンズ35mmF3.5/50mmF5.6の二焦点式。水深5mまで潜水撮影可能。水中では自動的にピント固定モードになる。日付写しこみ機能はない。別売のスポーツファインダーを取り付け可能。

### ミノルタプロッド20's
- ミノルタプロッド20's（1990年8月発売）- クラシカルなデザインが特徴の全自動コンパクトカメラ。日本国内市場にのみ20,000台限定とされたが実際の生産台数はもっと多い可能性が指摘されている[8]。アクティブオートフォーカスのプログラムAEカメラでレンズはミノルタレンズ35mmF4.5。レトロブームにおけるデザインありきの企画商品であり、カメラとしての性能は当時のコンパクトカメラとして一般的なものであった。

### ミノルタP'sシリーズ
オートフォーカス・上下マスク式パノラマ撮影専用コンパクトカメラ。
- ミノルタP's（1990年11月発売） - レンズはミノルタレンズ24mmF4.5。
  - ミノルタP'sグリーン（1991年4月発売） - ミノルタP'sのカラーバリエーションモデル。
  - ミノルタP'sゴールド（1991年6月発売） - ミノルタP'sのカラーバリエーションモデル。
  - ミノルタP'sレッド（1991年9月発売） - ミノルタP'sのカラーバリエーションモデル。

### ミノルタピコ
- ミノルタピコ（1991年11月発売） - オートフォーカス・プログラムAEの小型コンパクトカメラ。レンズは3群3枚ミノルタレンズ34mmF3.5。

### ミノルタアペックスシリーズ
全自動コンパクトカメラ。カメラを構えるだけでピント・露出に加え、アドバンスドパワーズーム（APZ ）と称してズームが自動で作動しゼロタイムオートのさきがけとなった機種だが、構図までカメラが決めてしまうため多くのユーザーから行過ぎた自動化であると敬遠された。
- ミノルタアペックス105（1990年9月発売） - この機種のみ扁平なボディーで、双眼鏡のようにホールディングする。非球面を含む3群12枚のミノルタレンズ35-105mmF4-6.7を固定装着。アタッチメントはφ40.5mmねじ込み。2分割測光のプログラムAE。オートフォーカスはTTL位相差検出式で動体予測。ミノルタα-8700iのミール限定仕様と同色のパールホワイトの他黒ボディーもある。
- ミノルタアペックス70（1992年1月発売）- レンズはミノルタレンズ35-70mmF3.5-6.5。
- ミノルタアペックス90クオーツデート（1992年3月発売） - ミノルタレンズ38-90mmF3.5-7.7固定装着。
- ミノルタアペックス90パノラマ（1993年発売）- ミノルタアペックス90クオーツデートにパノラマ撮影用アダプターを付属したもの。
- ミノルタアペックスZF900（1992年11月発売）- フラッシュがレンズのズーミングに合わせて照射角を変えるズームフラッシュを装備。レンズはミノルタレンズ38-90mmF3.5-7.7。

### ミノルタパノラマシリーズ
パノラマモード付き全自動コンパクトカメラ。
- ミノルタパノラマツイン（1992年7月発売）- レンズはミノルタレンズ30mmF3.9/50mmF6.3の二焦点式。カメラには「P-TWIN」と書かれている。
- ミノルタパノラマズーム7クオーツデート（1993年6月発売）- レンズはミノルタレンズ35-70mmF3.8-7.2。
- ミノルタパノラマズーム105クオーツデート（1993年9月発売） - レンズはミノルタレンズ38-105mmF3.5-9.2。
  - ミノルタパノラマズーム105クオーツデートメタリック（1994年6月発売） - カラーバリエーションモデル。
- ミノルタパノラマズーム5クオーツデート（1993年9月発売）- レンズはミノルタレンズ38-60mmF4.3-6.4。
- ミノルタパノラマズーム7クオーツデートTS（1993年11月発売）- ミノルタパノラマズーム7クオーツデートに小型の三脚を内蔵したもの。
- ミノルタパノラマズーム28クオーツデート（1994年5月発売） - レンズはミノルタレンズ28-70mmF3.5-8.4。
- ミノルタパノラマズーム135クオーツデート（1994年7月発売） - レンズはミノルタレンズ38-135mmF3.5-9.2。
  - ミノルタパノラマズーム135クオーツデート チタンカラー（1995年3月発売） - カラーバリエーションモデル。

### ミノルタカピオスシリーズ
全自動オートフォーカスコンパクトカメラ。全機種が電動ズームレンズを装備する。
- ミノルタカピオス20（1995年1月発売）- アクティブオートフォーカス方式。レンズはミノルタレンズ35-70mmF4.5-8.4マクロ。
- ミノルタカピオス25（1995年3月発売）- アクティブオートフォーカス方式。レンズはミノルタレンズ28-70mmF3.5-8.4マクロ。
- ミノルタカピオス115（1995年6月発売）- パッシブオートフォーカス方式。レンズはミノルタレンズ38-115mmF3.5-9.9マクロ。
- ミノルタカピオス140（1995年6月発売）- パッシブオートフォーカス方式。レンズはミノルタレンズ38-140mmF3.5-9.4マクロ。
- ミノルタカピオス75（1997年11月発売）- パッシブオートフォーカス方式。レンズはミノルタレンズ28-75mmF3.5-8.9マクロ。
- ミノルタカピオス125（1998年9月発売）- パッシブオートフォーカス方式。レンズはミノルタレンズ39-125mmF3.6-10.9マクロ。スポット測光機能を持つ。
- ミノルタカピオス150S（2000年4月発売）- パッシブオートフォーカス方式。レンズはミノルタレンズ37.5-150mmF5.4-11.9。
- ミノルタカピオス125S（2000年5月発売）- パッシブオートフォーカス方式。レンズはミノルタレンズ37.5-125mmF5.4-10.3。
- ミノルタカピオス115S（2001年2月発売）- パッシブオートフォーカス方式。レンズはミノルタレンズ37.5-115mmF5.4-10.9。
- ミノルタカピオス160A（2002年2月発売）- CCD素子によるパッシブ型測距センサーを搭載し、オートフォーカス一眼レフカメラのようにファインダー内に測距点を赤く点灯表示する機能を持つ。125分割測光SPD露出計によるプログラムAE。レンズはミノルタレンズ37.5-160mmF5.4-12.4。
- ミノルタカピオス140A（2002年2月発売）- ミノルタカピオス160Aのレンズをミノルタレンズ37.5-140mmF5.4-11.7に変更したもの。
- ミノルタカピオス130S（2002年5月発売）- アクティブオートフォーカス方式。レンズはミノルタレンズ37.5-130mmF5.4-10.5。

### ミノルタ/コニカミノルタズームシリーズ
全自動オートフォーカスコンパクトカメラ。全機種が電動ズームレンズを装備する。カピオスシリーズの後継シリーズ。
- ミノルタズーム110デート（2002年5月発売）- アクティブオートフォーカス方式。レンズはミノルタレンズ38-110mmF5.4-10.5。35mmフィルムコンパクトカメラにおける、ミノルタ単独ブランドの最終機種。
- コニカミノルタズーム130cデート（2004年3月発売）- アクティブオートフォーカス方式。レンズはコニカミノルタレンズ38-130mmF5.4-12.5。
- コニカミノルタズーム160cデート（2004年12月発売）- アクティブオートフォーカス方式。レンズはコニカミノルタレンズ37.5-160mmF5.4-12.4。
- コニカミノルタズーム80cデート（2005年1月発売）- アクティブオートフォーカス方式。レンズはコニカミノルタレンズ35-80mmF5.6-12。ミノルタおよびコニカミノルタのコンパクトカメラ最終機種。

### ミノルタCLシリーズ
ライカMマウントのレンジファインダーカメラ。

#### CLシリーズボディー

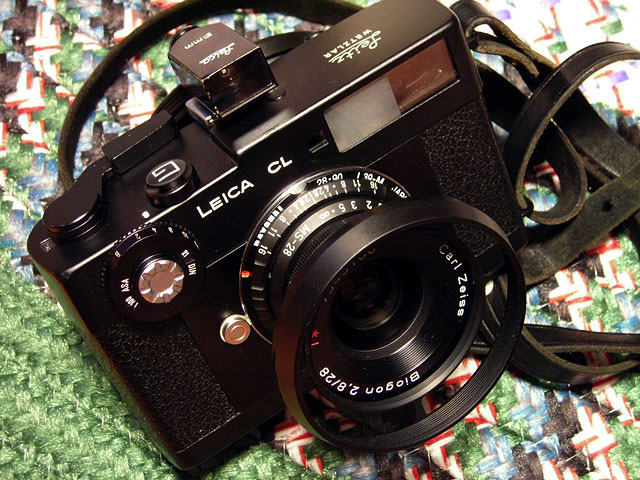
ライカCL

- ライツミノルタCL/ライカCL （1973年8月[3]発表、11月発売） - エルンスト・ライツ（現ライカ）とミノルタが共同開発したレンジファインダーカメラ。マウントはライカMマウント。ライカM5を小型化したような設計で、シャッターも縦走行ながらメカニズムは横走行シャッターの機構を用いるなど様々な工夫が見られる。ボディーは全てミノルタが製造。日本発売はライツミノルタCL、海外発売はライツCLとなっている。

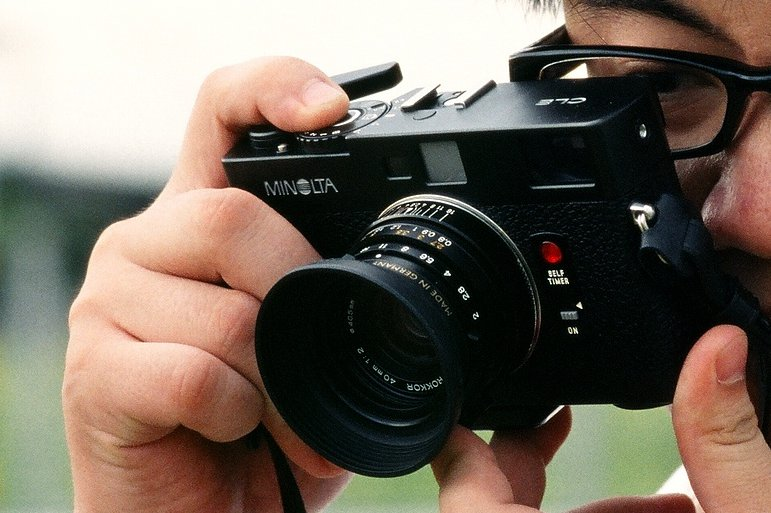
ミノルタCLE

- ミノルタCLE （1981年2月発売） - ライツミノルタCLの後継機。絞り優先AEが可能。当初はエルンスト・ライツ（現ライカ）と共同開発を予定していたが最終的にはミノルタ単独開発となった。ミノルタ最後のレンズ交換式レンジファインダーカメラになった[注 3]。1984年6月には限定金色バージョンが発売された。

#### CLシリーズ用レンズ
ライツミノルタCLとともに販売された傾斜カムの製品とミノルタCLEとともに販売された平行カムの製品がある。傾斜カムの製品についてはライカMシリーズに使用したときの距離計連動精度に疑問を持つ意見がある。詳細はライカマウントレンズの一覧参照。

### ミノルタTC-1
- ミノルタTC-1 （1996年発売） - 超小型高級コンパクトカメラ。レンズには、カメラグランプリを受賞したGロッコール28mmF3.5とともにスライドレバーによる差し替え型の完全円形絞りが採用されている。名前の由来は「The Camera」。レンズは後にLマウントの単体レンズとして限定発売された。絞り優先AE機ではあるが、絞り値をF3.5とF5.6に設定した場合、シャッターを開けきらない仕組みにより最高シャッター速度が1/750秒となり、同時に絞りも自動で絞られるレンズシャッターカメラの典型的なプログラムAEとなり（セールスポイントである円形絞りを犠牲にする必要はある）この機能を過去のカメラに倣い「超自動露出」と称した。ストロボ使用時は事前にストロボモードに切り替える必要あり。

### ミノルタER
- ミノルタER（1963年発売） - 輸出向けの廉価レンズシャッター式一眼レフカメラで、国内には販売されていない。セレン光電池による露出計を内蔵し、シャッター速度優先AEが可能シャッターはBを除く1/30秒以下が省かれており、レンズはロッコールTD45mmF2.8が固定されており交換できない。このレンズは1964年に自動絞り付のSRマウントレンズとして、SR-1とセットで少数販売されたが、これが日本初の一眼レフカメラ用薄型標準レンズ（いわゆるパンケーキレンズ）である。

### ミノルタSRマウント一眼レフカメラ
ミノルタSRマウントのマニュアルフォーカス一眼レフカメラ。それまで精密高級機の主流であった35mmレンジファインダーカメラを製造していたメーカーでは初めての一眼レフカメラ参入であった。

#### SRシリーズボディー
- ミノルタSR-2（1958年10月発売） - 発売を断念したレンジファインダーカメラミノルタスカイのノウハウを生かして開発されたミノルタ初の一眼レフカメラ。シャッター速度はBと1秒～1/1000秒で、シャッターダイヤルは一軸不回転式であるものの旧態依然とした不等間隔の持ち上げ式。ミラーはクイックリターン。レンズ絞りは自動で絞り込まれ、巻き上げで開放になる半自動絞り。露出計はない。このカメラに合わせて作られた最初期タイプのオートロッコールレンズは後のオートロッコールとは絞り連動ピンのストロークが異なるため、ミノルタSR-2とミノルタSR-1の初期モデル以外では装着ができても完全に絞り込めないものが多い。
- ミノルタSR-1（1959年型、1959年7月28日発売） - 普及廉価タイプの一眼レフカメラである。上級機種とは異なりマイナーチェンジによる名称変更がなく、見た目も動作も異なるバージョンが多数存在する。ミノルタSR-2の廉価モデルとして誕生、シャッター速度1/1000秒が省かれているほかはミノルタSR-2と同一。
  - ミノルタSR-1（1960年型、1960年8月22日発売） - ミノルタSR-3の発売と同時に内部機構が一新され、シャッターダイヤルが等間隔クリック式に改められた。
  - ミノルタSR-1（1961年前期型） - ミノルタSR-3の廉価タイプで、完全自動絞りになりミノルタSR-3と同様のシャッター速度連動式露出計のソケットがミノルタSR-1のロゴがあった部分に設けられ、このためミノルタSR-1の刻印は左側へ移動されている。この位置にソケットという仕様はミノルタSR-1sまで共通。
  - ミノルタSR-1（1961年後期型） - ミノルタSR-1のロゴの色が緑から黒に変更された。
  - ミノルタSR-1（1963年型） - 前年発売のミノルタSR-7の廉価モデルで、外形がSR-7にあわせて少し角ばったものに変化している。
- ミノルタSR-3（1960年型、1960年8月22日発売） - ミノルタSR-2に着脱式連動露出計ソケットを付加したもの。ただし、内部の機構が一新されており、実際にはミノルタSR-1の1960年型に1/1000秒シャッターと露出計ソケットをつけたものと考えられる。シャッターダイヤルがクリックストップになった。スクリーンにスプリットイメージが入った。
  - ミノルタSR-3（1961年型、1961年8月25日発売） - 完全自動絞り機能と、絞りにクリックストップがついた。スクリーンはマットに戻った。
- ミノルタSR-7（1962年7月16日発売） - 世界で初めてCdS素子使用の外光式露出計を内蔵した一眼レフカメラ。露出計はシャッター速度に連動し、指針が指す絞り値に合わせることで適正露出となる。使用電池はMD、受光角は15度。また逆望遠タイプでない超広角レンズを使えるようにするため、ミノルタの一眼レフカメラとしてはじめてミラーアップ機能がつけられた。ただし、ミラーアップするにはミラーアップダイヤルを回してから一度シャッターを切る必要があった。型番が前作からいきなり「7」になったのは、このミノルタSR-7がマイナーチェンジを含めれば通算7代目のミノルタ一眼レフカメラであり、同年に発売されたレンズシャッター式カメラ「ハイマチック」の改造モデルが米国の宇宙船「フレンドシップ7号」に持ち込まれ、乗員のグレン中佐によって使用されたことをアピールしようとしたため。なお、翌年に発売されたハイマチックの後継機種には同様にハイマチック7と「7」の番号がつけられた。
  - ミノルタニューSR-7（1965年5月26日発売） - ミノルタSR-7の機能をそのままに、ダイキャストを一新し小型化を図ったモデルで、このダイキャストはSR-Tシリーズを通じて使われた。外形寸法は幅1mm、高さ6.5mm、奥行き3.5mm小型化され、また重量95g軽量化された。シャッター音も低減した。スクリーンはファインマイクロプリズム式になった。
- ミノルタニューSR-1（1965年5月26日発売） - ミノルタニューSR-7と同じダイキャストを使用し、基本機能はそのままに小型化されミラーアップ機能も追加された。
- ミノルタSR-777（1965年試作） - 絞り込み式TTL測光の試作機。絞り込み測光方式では速写性に劣ると判断されたため、ミノルタSR-T101の直接の土台にはならなかった模様。

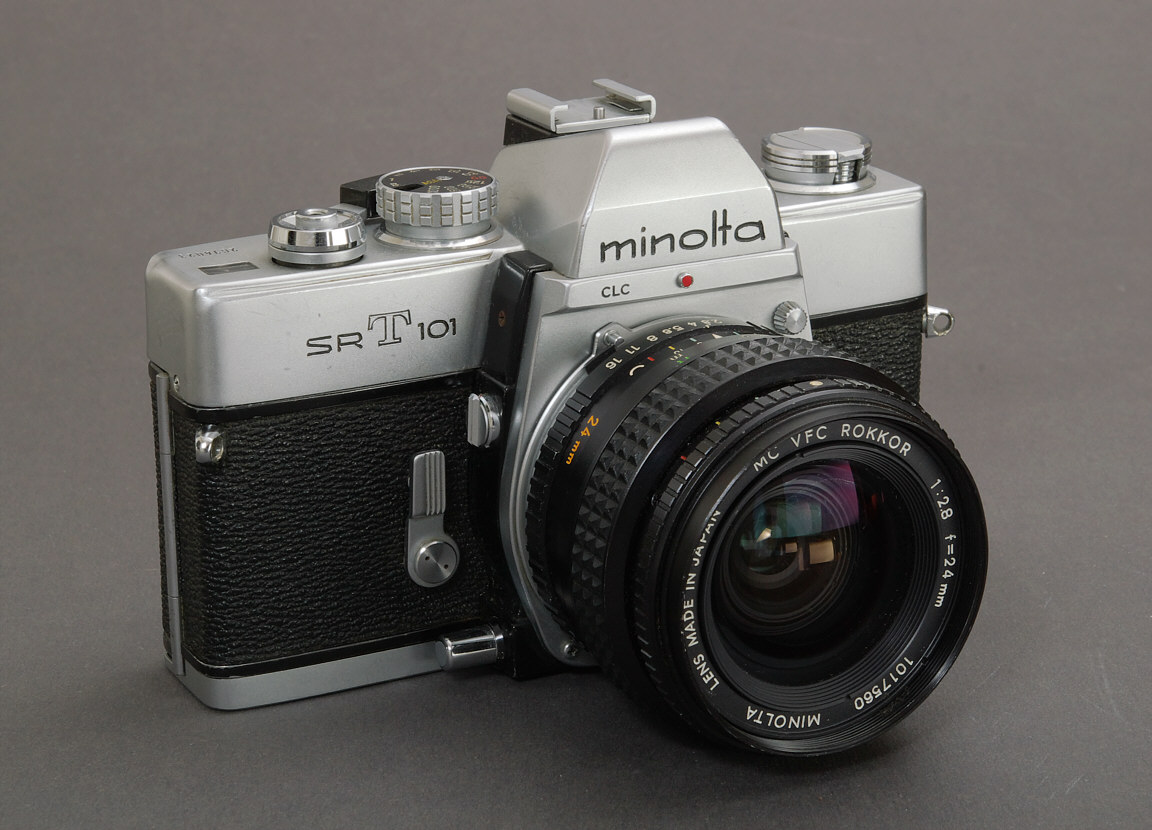
ミノルタSR-T101

- ミノルタSR-T101（1966年発売） - ミノルタ初のTTL測光方式を採用した一眼レフカメラとして誕生した。ファインダー視野の上下を2個のCdS受光素子で測光し、風景撮影の折などに空の強い明るさで全体が露出不足になる傾向を補正できるのが特長で、現在の分割測光のはしりである。この方式をミノルタではCLCと名づけ、以降この方式を採用しているカメラはCLCの刻印が入っている。CLCはコントラスト・ライト・コンペンセーターの頭文字。ミノルタSR-7で空シャッターを切る必要があったミラーアップ機構は、空シャッターを切る必要がない仕組みに改められた（ただし後期に生産されたミノルタSR-T101には、ミラーアップ機構自体が省かれているものがある）。使用感が良く故障も少なく、多くのユーザーに愛用され約7年間に渡って製造された。底面の露出計スイッチは操作しづらいが、開放測光機であるため普段は操作する必要はない。この機種のためにTTL露出計に絞り値が連動するMCロッコールレンズ群が開発された。
- ミノルタSR-1s（1967年6月26日発売） - ミノルタニューSR-1に1/1000秒のシャッターを取り付けたミノルタSR-1シリーズの最終型で、ミノルタSR-T101の廉価版。プレビュ−ボタンがついた。メーターはクリップオン式。
- ミノルタSR-M（1970年4月25日発売） - 上記のミノルタSR-1sからセルフタイマー・露出計ソケットを取り外し、アクセサリーシューとモータードライブ装置をつけ登場したカメラ。8本の単3乾電池を使用して1コマ撮り/最大3コマ/秒の連写と巻き戻しが可能。モータードライブ機構は一体型で取り外しできないが、グリップ兼用の電池ユニットは着脱式。電池不使用時は通常の巻き上げレバーと巻き戻しクランクを使用できる。デザインはミノルタSR-1sとはかなり異なっており、どちらかというとミノルタSR-T101に近い。このカメラ用に250コマ撮りフィルムバックも発売された。ボディー仕上げはブラックのみ。
- ミノルタSR-T super（1973年3月発売） - スクリーンがスプリット/マイクロプリズム式となり、絞り値もファインダー内で読めるようになった。ホットシューを装備。この機種には多重露光ができる物が一部にあるが、これは輸出モデルである“SR-T102”のヨーロッパ向けバージョンである“SR-T super”にのみ搭載されていて、国内向けには搭載されていない。ボディー仕上げはクロームとブラック。愛川欽也と研ナオコが出演したテレビCMと、「美人しか撮らない」のキャッチコピーが印象的であった。国内のみならず、アメリカ市場にも多くが輸出され好評だったという。
- ミノルタSR-T101改（1973年3月発売） - シャッターダイヤルがミノルタSR-Tスーパーと同じタイプになり、また巻き上げ関連など内部機構にも多少の違いが見られる。
- ミノルタSR505（1975年8月発売） - ミノルタSR-Tスーパーのマイナーチェンジで、フィルムシグナルとミノルタXE型のメモホルダーがついた。
- ミノルタSR101（1975年8月発売） - ミノルタSR-T101改のマイナーチェンジで、X接点のホットシューを装備した。

この他ミノルタSR-T100、ミノルタSR-T SC、ミノルタSR-T303など型番違いの輸出向け小改造モデルが数多く存在している。

#### Xシリーズボディー

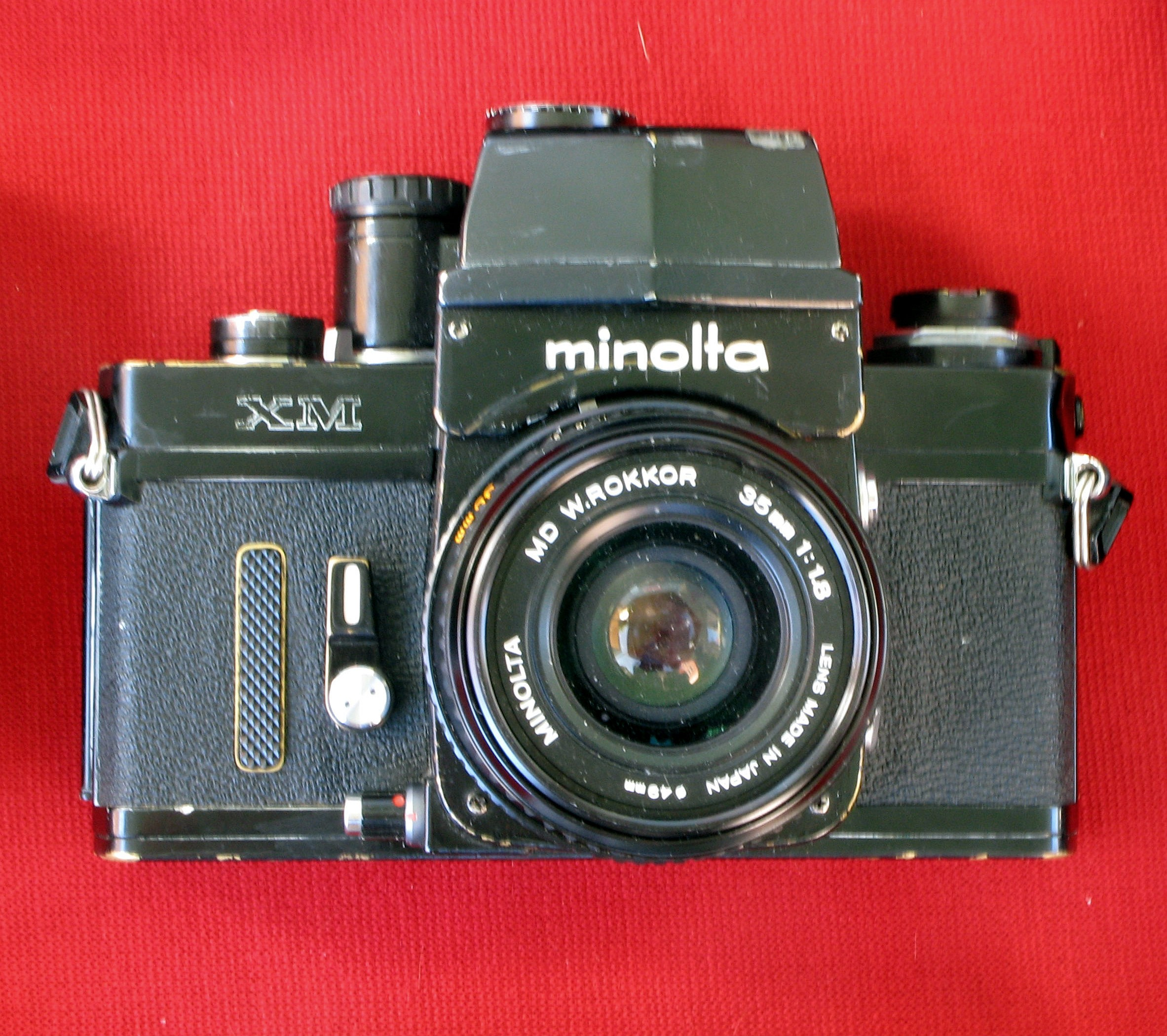
ミノルタX-1の輸出用モデル ミノルタXM

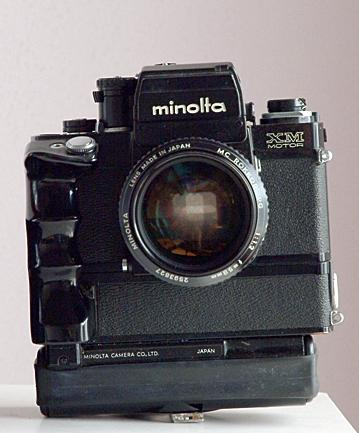
ミノルタX-1モーターの輸出用モデル ミノルタXMモーター

- ミノルタX-1（1973年2月発売）/ミノルタXK/ミノルタXM - ミノルタ初のプロフェッショナル用超高級一眼レフカメラ。自動露出機構を装備したカメラとしては世界初の交換式ファインダーと多数のスクリーンマットの組み合わせは、当時、暗かったファインダーの視野をオーナーが独自にカスタマイズできるものであり、マクロ撮影など特殊な環境で使用するカメラマンには愛用された。アメリカではミノルタXK、ヨーロッパではミノルタXMとして販売された。
  - ミノルタX-1モーター（1976年発売）/ミノルタXKモーター/ミノルタXMモーター - 用途に合わせた交換ボディという概念でミノルタX-1と同時進行で開発されながら発売は3年遅れた。ボディ重量が約1.5kg、3.5コマ/秒と決して高速とはいえない撮影速度、高価であったことなどが要因となり販売実績は伸び悩み、営業的には失敗した。しかし後継機不在のためラインナップには残り続け、αシリーズ投入までミノルタのフラッグシップであった。
- ミノルタXE（1974年発売） - ミノルタX-1に続く絞り優先式AE一眼レフカメラ。中級機種としては初のAE機。やや大柄で重く高価であったがエルンスト・ライツ（現ライカ）と共同開発したコパルライツシャッターを搭載し、高信頼性、抜群の使用感が特徴であった。このボディーダイカストをライツが利用して同社初のAEカメラであるライカR3を開発した。
また宣伝においてカタログスペックではなく「使い心地」をポイントにおいたことは、この時期のカメラ及び工業製品として特筆される。
- ミノルタXEb（1976年発売） - ミノルタXEのペンタプリズムのカバーを総プラスチック製にし、アイピースシャッター、FPシンクロ接点、絞り直読窓、フィルムシグナル等を省略したコストダウンモデル。それほど売価が下げられず、後継機ミノルタXD発売までの期間が短かったため、ミノルタXEより生産数は少ない。

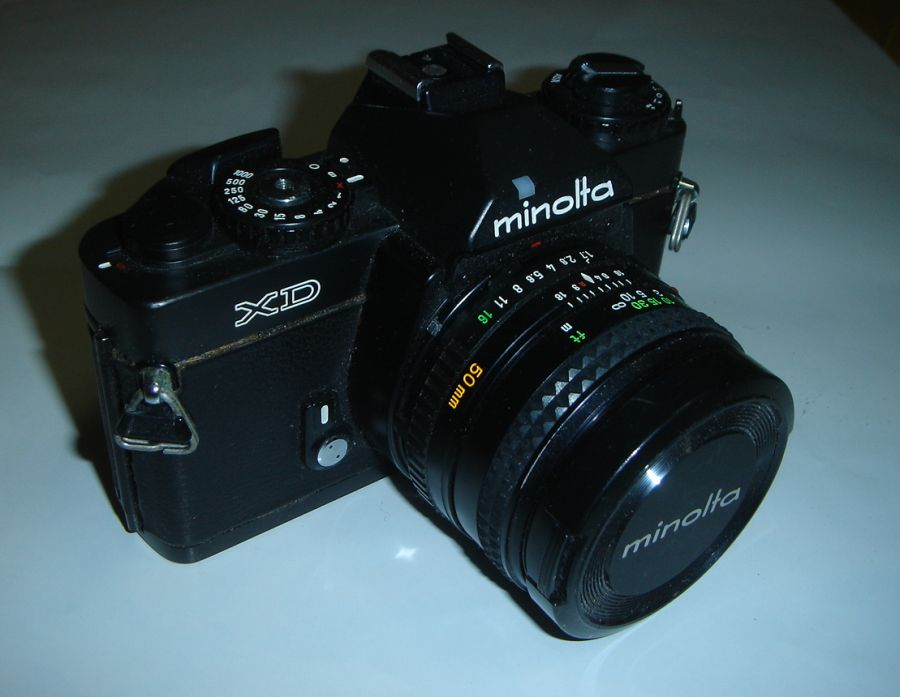
XD

- ミノルタXD（1977年発売） - 世界初の両優先式AE一眼レフカメラである。マニュアル露出も可能であるが、その際はメーターは連動せず直読式となる。ミノルタXEより小型軽量化された。
直接のライバルであり翌年発売されるキヤノンA-1に装備されたプログラムAEモード搭載されていないが、このカメラのシャッター優先AEモードにおいては、設定したシャッター速度によって適正露出が得られない場合自動的にシャッター速度を変更し適正露出を得られるというサイバネーション・システムという機構が装備されている。
このカメラは露出モードセレクターのシャッター優先AEモード・シャッター速度の1/125秒（中後期の機体）、MDロッコールレンズの最小絞りが緑色で表示されており、この3要素を全てグリーンに合わせる（中後期にはグリーングリーングリーンシステムと称する）、と一般的な撮影において自動的に適正露出が得られ、擬似プログラムAEとして使うことができ、この点をミノルタはマルチプログラムAE「超自動露出」と称しこのカメラのセールスポイントにしていた。
またサイバネーション機能は上記のオールグリーン以外に絞り・シャッター速度を設定した場合にも機能するため、意図的にシャッター速度を1/125秒より低速側に設定すれば絞り優先AE的に、逆に高速側に設定すれば、よりシャッター速度優先AE的に作用させることができた。
ファインダーのピントグラスには自社開発の非常に明るいアキュートマットを採用しており、このカメラの登場以前と以降でファインダーの明るさが雲泥の差となっており、後にこのアキュートマットはハッセルブラッドにOEM供給された。
ボディーには当時提携していたエルンスト・ライツ（現ライカ）の影響を受け、質感が高く堅固な黒色クローム塗装が用意された。初期ボディはソフトな外皮が貼られており独特のグリップ感が心地よかった。しかし耐久性に問題があり、「周囲が糊でねちゃねちゃする」というお恥ずかしいトラブルがあり中期以降は通常の固い外皮に変更を受けたが、これはカタログでも訴求していた魅力ポイントだけに残念な変更であった。
ボディー両側はライツミノルタCLに似た持ちやすい形状となっており、小型軽量で使用感が良く多くのユーザーに愛用された。
サイバネーション・システムのタイムラグは完全な機体では好みの範囲と言われるが、エアダンパーの粘りなどを併発した個体では不調となっていることもある。
なお、このカメラでシャッター優先AEを使用する場合は新開発のMDロッコールを装着する必要がある。MCロッコールは事実上マニュアル並びに絞り優先AE撮影モードしか使用できない。（ただし、メーカーは認めていないがMCレンズでもシャッター優先AEの使用はできるが、制御機構の関係上、設定シャッター速度に対する本来の絞り値に連動させることが難しく、瞬間絞込み再測光とサイバネーションにより補正された適正露出による撮影となる）。
また絞り制御機構が異なるためMCロッコールをMDロッコールに改造することはできない。
ボディーダイカストはライカR4からライカR7にわたって長年使用された。北米市場における名称はXD-11、ヨーロッパ市場における名称はXD-7。
- ミノルタXG-E（1977年発売） - 1976年のキヤノンAE-1に対抗すべくミノルタXDの普及版の位置づけで発売された絞り優先AE機である。ユニット工法の採用で低価格化と堅牢性の向上に成功している。シャッターボタンはタッチセンサーになっており、触れただけでカメラが測光を始める仕組みとなっている。北米市場における名称はXG-7、ヨーロッパ市場における名称はXG-2。
- ミノルタXG-1（1977年発売） - ミノルタXG-Eの廉価版。露出計は1/30より下が1灯のみ。日本国内での販売なし。
  - ミノルタXG-1(n)（1982年発売） - 上記ミノルタXG-1のマイナーチェンジ版。アキュートマットスクリーンを装備。操作体系はそのままに、外観はミノルタX-70に準じたものに変更された。ボディに記された機種名はXG-1のままだが、オーナーズマニュアルにおいてはXG-1(n)とされ区別されている。日本国内での販売なし。
- ミノルタXG-SE（1978年発売） - ミノルタXG-Eのアキュートマットスクリーン版。日本国内での販売なし。
- ミノルタXD-s（1978年発売） - 老眼鏡使用のシニア（Sはこの頭文字）を主ターゲットとして、ミノルタXDのファインダーに遠近の視度補正機構がつけられたモデル。同機構の内蔵は世界初である。
- ミノルタXG-S（1979年発売） - ミノルタXG-Eを細部改良したもので、電装の強化、絞り値直読窓の追加、明るいアキュートマットスクリーンへの交換、プレビューボタンを装備するなど実用性を上げ、外観はミノルタXG-E独特の撫で肩のラインではなくなった。日本国外での名称はXG-9。
- ミノルタXD-5（1979年発売） - ミノルタXDの廉価版。日本国内での販売なし。
- ミノルタX-7（1980年発売） - 普及型一眼レフカメラ。XG系フレームを使用した上で撮影モードは絞り優先式AEのみに特化、価格もミノルタXDの半値程度とし、初心者にも扱い易い仕上がりとなっている。宮崎美子のCMで大ヒットした。また、この時期ニコンEMやオリンパスOM10など「AE専用・4万円」という同コンセプトのカメラが発売されており、各社エントリーモデルとして販売競争を繰り広げた。
- ミノルタX-7ブラック - ミノルタX-7の外観をブラックとして前グリップを付け、ファインダーのスクリーンをより明るいアキュートマットに変更した機種ミノルタX-7よりも小売価格で数千円高く設定されていた。
- ミノルタXG-A（1981年発売） - 外観はミノルタX-7と類似し、機能面ではミノルタXG-1と同様に露出計は1/30より下が1灯のみ。日本国内での販売なし。

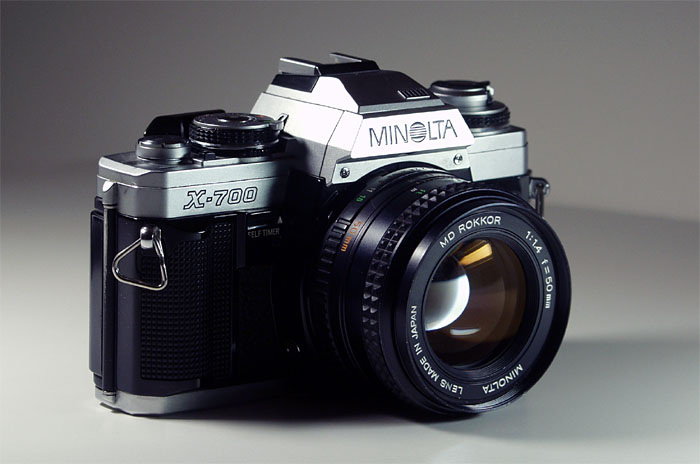
X-700

- ミノルタX-700（1981年発売） - 長らくミノルタのマニュアルフォーカス一眼レフカメラの頂点に位置していた、初心者からハイアマチュアまで幅広い層に向けて作られた中堅クラスの機種でありXG系から脱却した新設計のフレームを使用。X3桁シリーズの中では最上級モデルであり、登場からまで18年間もの間存在し続けた。初期の国内向け製品にはAEロックがなかった。絞り優先AE・マニュアルの他ミノルタマニュアルフォーカス一眼レフカメラで唯一プログラムAE[注 4]を搭載し、フラッシュTTL自動調光との連携で露光のフルオート化を目指していた。
  - ミノルタニューX-700 - ヨーロピアン・カメラ・オブ・ザ・イヤーを受賞した際に海外向けと同じAEロック付きに切り替えられ、ニューをつけて区別した。白ボディがなく、白は旧ボディ、黒はニューボディで併売されていた在庫調整期間もある。αシリーズが本流となった後は生産拠点を中国に移され、底板に「CHINA」の文字が入った。1999年販売終了。
- ミノルタX-70（1982年発売） -ミノルタX-700の発売後に発表された事もあり、そのデザイン・モータードライブ対応などからミノルタX-700のスペックダウン機種のように見えるが、露出計・巻き上げ機構・フレームなど内部的なパーツはほとんどミノルタXG-Sから引き継いでおり、ミノルタXG-Sの外装を営業対策としてミノルタX-700の兄弟機に見えるようにマイナーチェンジしたものである。従って、TTL自動調光のストロボオート撮影には対応していない。ただしミノルタXG-Sと異なり、連動はしないもののマニュアル時もメーター表示がされる（メータードマニュアル）。ミノルタXG-Sと同様にアキュートマットとプレビューボタンを装備している。日本国外での名称はXG-M。

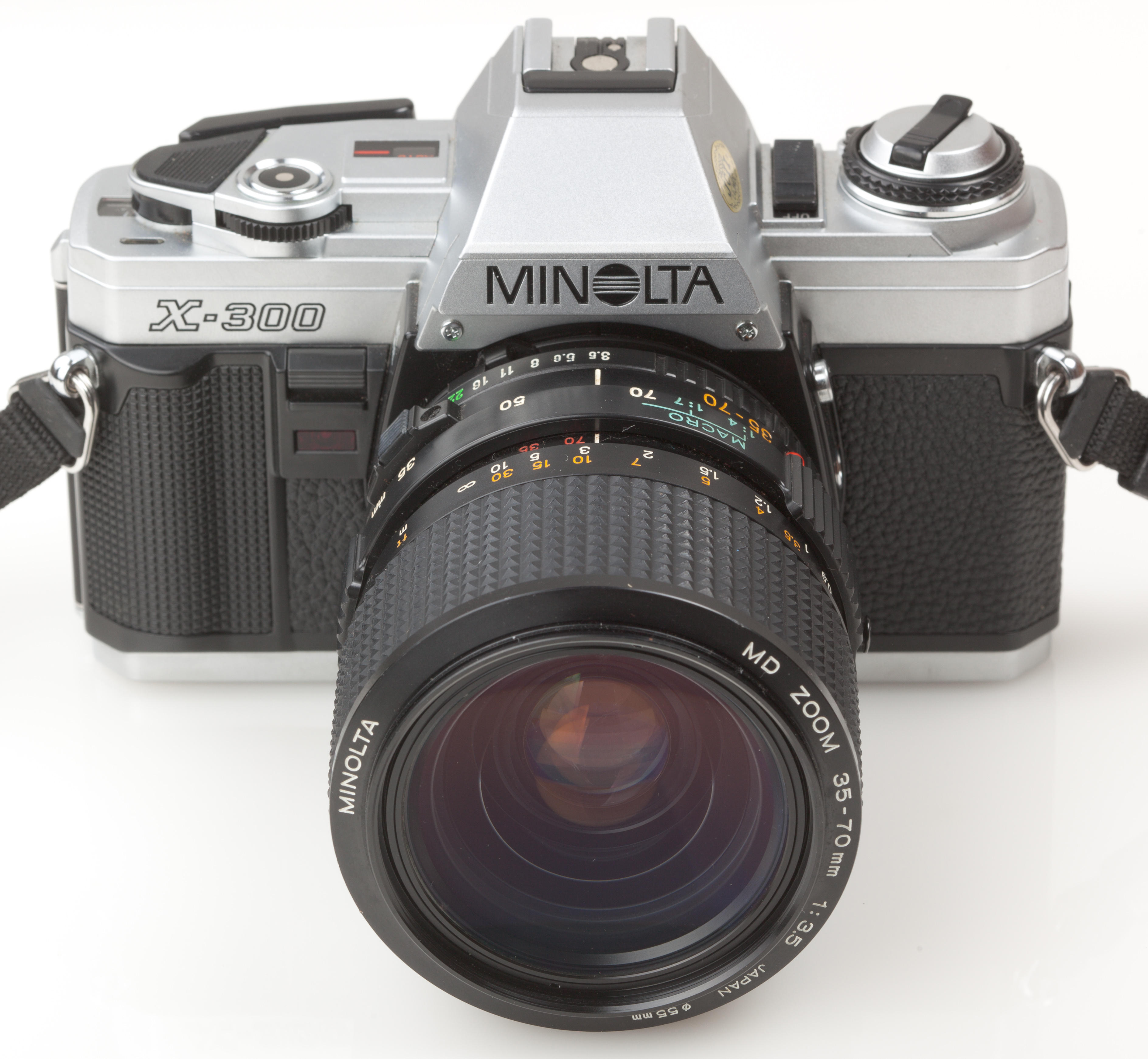
X-300

- ミノルタX-500 - 絞り優先AE+マニュアルという点からミノルタX-70のモデルチェンジ版と見られるが、実際はミノルタX-700系の新フレームを採用しており、本当の意味でのミノルタX-700の兄弟機である。このフレームはミノルタX-600や海外モデルのミノルタX-300/ミノルタX-370シリーズにも使われ、最後のモデルであるミノルタX-370sまで続いた。ミノルタX-500ではフラッシュのTTL自動調光を搭載しており、ミノルタX-700からの改善点として露出計のシャッターダイヤル設定値表示に対応しフルメータードマニュアルが可能となっている。ニューX-700同様にAEロック機能を持ち機能的には初代ミノルタX-700より優れているが、露出補正ダイヤルは省略されている。
- ミノルタX-9（試作機） - ミノルタX-1に続くプロフェッショナル用高級一眼レフカメラとして開発された試作機。1984年発売を目標に開発されていた。当時の高級一眼レフカメラである、ニコンF3及びキヤノンニューF-1に対抗すべく開発が進められていた。シャッター機構にはコパル製の最高速1/4000秒、シンクロ同調速度1/250秒を、露出制御もミノルタXDに採用されて以来のシャッター速度優先AEを加えたマルチモード、さらにそれまでのXシリーズのオプションであるモータードライブ1の巻き上げコマ速度を上回る秒間5コマのモータードライブまで計画されていた。開発が中止された経緯は本格的オートフォーカス一眼レフカメラであるαシリーズへ開発資産が集中されたためとも、当時提携が行われていたライカがそれまで使用していたXDのボディーダイカストに替わるボディーダイカストとして模索していたが不採用となったためとも言われるが定かではない。本機種はミノルタスカイやミノルタSR-777のように実機が完成しておらず、記載するほど確かな存在とは言いがたい節もある。開発時期がミノルタα7000/ミノルタα9000と重なり、ボディ2種、レンズ、フラッシュ、モータードライブやアクセサリ一式を開発している上ミノルタα9000は当初からプロユースを想定しており、これとは別にプロ仕様の機種を開発する理由があったとは考えにくい。なお「X-9」の名は、αシリーズ登場後の1988年になって輸出専用製品のX-300シリーズの派生機のひとつにつけられ、中国やアジア諸国で販売された。もちろん本項のミノルタX-9とはまったく無関係のカメラである。

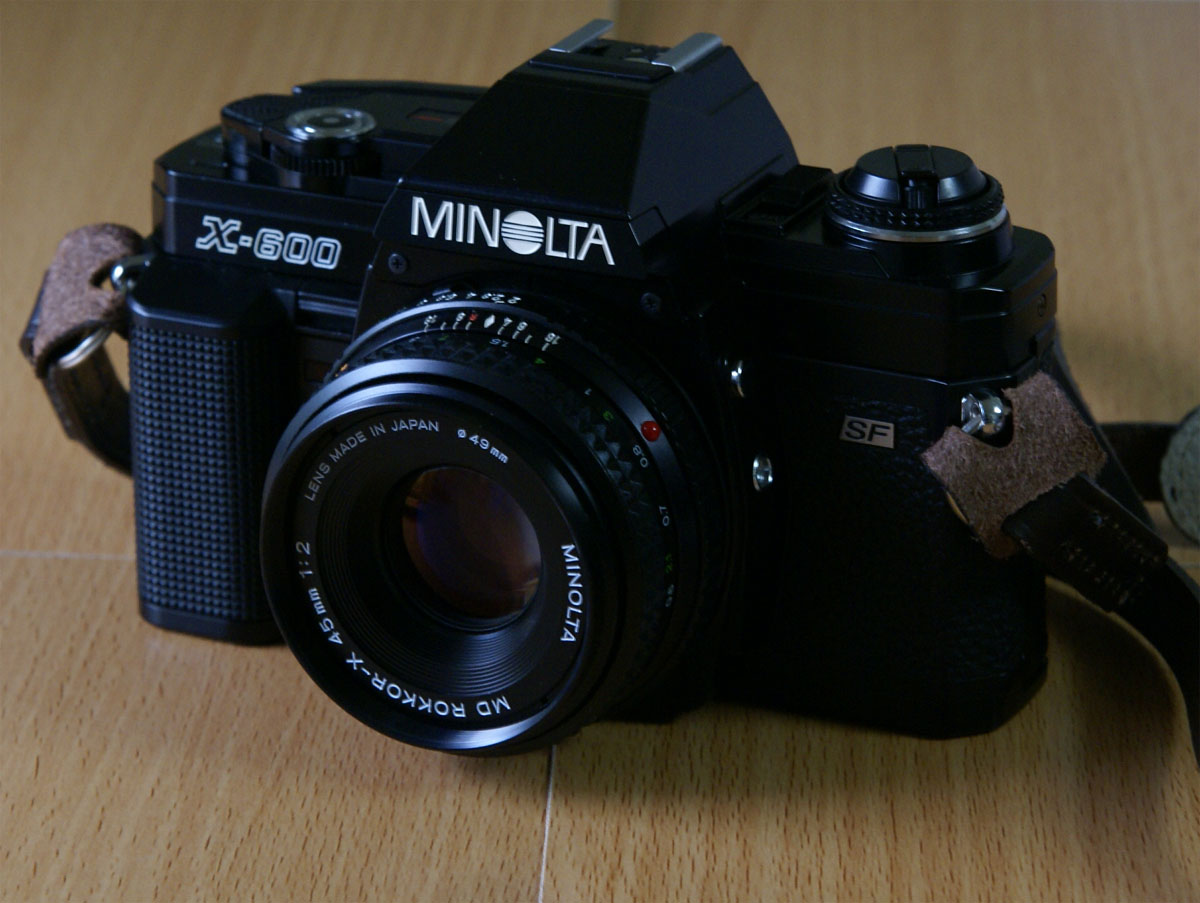
X-600

- ミノルタX-600（1983年発売） - 後の特許侵害訴訟の端緒となる、ハネウェル製TCLモジュールを用いてピントの検出を行う「フォーカスエイド」（ミノルタでの呼称はスピードフォーカス）機構を搭載した機種。デザイン的にはベースとなった海外向けのミノルタX-300とほぼ同じで、後のミノルタα-9000につながるラインを持つ。露出制御は絞り優先AEとマニュアルの2種類となっている。ボディ右側に大型グリップ（電池室）が採用されているためXシリーズのオプションである「モータードライブ1」を取り付けることはできないが、「ワインダーG」は使用可能。
- ミノルタX-370s（2000年発売） - ミノルタX-700販売終了に伴い発売されたミノルタ最後のマニュアルフォーカス式一眼レフカメラ。海外向け第一世代のミノルタX-300/ミノルタX-370、外装を変更した第二世代のミノルタX-300s/ミノルタX-370nに続く第三世代である。外装デザインを第一世代に戻し、グリップ部を合皮で覆う形に変更、外装の仕上げも無塗装プラスチックのローコスト仕上げにしてある。この海外で販売していた機種をミノルタX-700の後継として国内にも投入したものである。ミノルタX-300系もミノルタX-700とともに中国（シーガル）に生産拠点が移されており、1990年代後期には同じ金型、同じフレームを持ったシーガル・ブランドやその他のブランドのカメラが数多く登場した。ただしこれらミノルタ互換機は部品のローコスト化が激しい機種もあり、特にファインダーはペンタプリズム自体が反射率の悪い低価格品になっていて暗いなど、ミノルタブランドと同等品とは言いがたい。

#### SRレンズ
実際には「SRレンズ」というものは存在せず、MCレンズ登場より前のレンズの総称として使われる。原則自動絞りのレンズには「AUTO」の文字が入る。SRレンズは全てのSRマウントボディに装着可能であるが、ボディへの絞り値伝達爪がないため開放測光ができない。
- フォタール12.5mmF1.9 - エルンスト・ライツ（現ライカ）製。4群4枚。RMSマウント。ベローズ等に取り付けて使用する前提の接写用レンズ。最小絞りF5.6。
- UWロッコールPG18mmF9.5 - 5群7枚。ピントは3m固定。フィルターは専用。実絞り。
- WロッコールQH21mmF4（1963年12月発売） - WロッコールPI21mmF4.5の後継。4群8枚。最短撮影距離0.9m。アタッチメントはφ55mmねじ込み。実絞り。ミラーアップして使用する対称型のレンズ。
- WロッコールPI21mmF4.5（1962年10月発売） - 5群9枚。最短撮影距離0.9m。アタッチメントはφ55mmねじ込み。光学系はミノルタスカイ用に設計していたものの流用という。ミラーアップして使用する対称型のレンズ。
- フォタール25mmF2.5 - エルンスト・ライツ（現ライカ）製。4群6枚。接写用。
- オートWロッコールSG28mmF3.5（1963年12月発売） - 7群7枚。最短撮影距離0.6m。アタッチメントはφ67mmねじ込み。
- オートWロッコールHG35mmF2.8 - 6群7枚。最短撮影距離0.25m。アタッチメントはφ55mmねじ込み。
- オートWロッコールHG35mmF2.8 - 6群7枚。最短撮影距離0.4m。アタッチメントはφ52mmねじ込み。上記のものとは設計が違うが、表記は変更されていない。
- シフトCAロッコール35mmF2.8 - 7群9枚。最短撮影距離0.3m。アタッチメントはφ55mmねじ込み。
- WロッコールQE35mmF4 - 4群5枚。最短撮影距離0.4m。アタッチメントはφ55mmねじ込み。プリセット絞り。
- ロッコールTD45mmF2.8 - 3群4枚。最短撮影距離0.9m。「オート」の文字はないが例外的に自動絞り。
- マクロロッコールQF50mmF3.5 - 4群6枚。最短撮影距離0.2m。アタッチメントはφ55mmねじ込み。プリセット絞り。SRマウントを取り外すとM39ねじマウントになり、中間リングに直接ねじ込むことができる。
- オートロッコールPF55mmF1.8 - 5群6枚。最短撮影距離0.5m。アタッチメントはφ55mmねじ込み。
- オートロッコールPF55mmF2 - 5群6枚。最短撮影距離0.5m。アタッチメントはφ55mmねじ込み。
- オートテレロッコールPF100mmF2（1961年2月発売） - 5群6枚。最短撮影距離1.2m。アタッチメントはφ62mmねじ込み。
- オートテレロッコールQE100mmF3.5（1961年2月発売） - 4群5枚。最短撮影距離1.2m。アタッチメントはφ52mmねじ込み。
- ロッコールTC100mmF4 - 3群3枚。最短撮影距離1.2m。アタッチメントはφ46mmねじ込み。プリセット絞り。アタッチメントの変更のみ。
- ロッコールTC100mmF4（1960年7月発売） - 3群3枚。最短撮影距離1.2m。アタッチメントはφ43mmねじ込み。プリセット絞り。
- オートベローズロッコールTC100mmF4 - 3群3枚。最短撮影距離0.4m。アタッチメントはφ55mmねじ込み。ベローズ用。
- オートテレロッコールPG135mmF2.8 - 5群7枚。最短撮影距離1.5m。アタッチメントはφ55mmねじ込み。
- オートテレロッコールPF135mmF2.8 - 5群6枚。最短撮影距離1.5m。アタッチメントはφ55mmねじ込み。
- ロッコールTC135mmF4 - 3群3枚。最短撮影距離1.5m。アタッチメントはφ46mmねじ込み。プリセット絞り。
- ベローズロッコールTC135mmF4 - 3群3枚。最短撮影距離0.55m。アタッチメントはφ46mmねじ込み。ベローズ用、プリセット絞り。
- オートテレロッコールQF200mmF3.5 - 4群6枚。最短撮影距離2.5m。アタッチメントはφ67mmねじ込み。
- テレロッコールQF200mmF3.5 - 4群6枚。最短撮影距離2.5m。アタッチメントはφ67mmねじ込み。プリセット絞り。
- テレロッコールQE200mmF5 - 4群5枚。最短撮影距離2.5m。アタッチメントはφ52mmねじ込み。プリセット絞り。
- テレロッコールTD300mmF4.5 - 3群4枚。最短撮影距離4.5m。アタッチメントはφ77mmねじ込み。プリセット絞り。
- テレロッコールTD600mmF5.6 - 3群4枚。アタッチメントはφ126mmねじ込み。プリセット絞り。
- テリートS800mmF6.3 -エルンスト・ライツ（現ライカ）製。1群3枚。最短撮影距離12.5m。
- RFロッコール800mmF8 - 反射望遠レンズ。7群8枚。最短撮影距離8m。アタッチメントはφ39mmねじ込み。
- RFロッコール1000mmF6.3 - 反射望遠レンズ。5群7枚。最短撮影距離30m。アタッチメントはφ49mmねじ込み。
- RFロッコール1600mmF11 - 反射望遠レンズ。5群6枚。最短撮影距離20m。フィルターは挿入式。
- オートズームロッコール50-100mmF3.5 - 9群15枚。最短撮影距離2m。アタッチメントはφ77mmねじ込み。
- オートズームロッコール80-160mmF3.5 - 10群15枚。最短撮影距離2.5m。アタッチメントはφ77mmねじ込み。電子計算機導入以前に設計されており、電動計算機で収差係数が適切になるレンズ形式を模索し、光線追跡は大型リレー式計算機を持つ計算会社に委託するという、根気と時間を要する方法で設計されている[9]。
- Cズームロッコール100-200mmF5.6 - 5群8枚。最短撮影距離2m。アタッチメントはφ52mmねじ込み。プリセット絞り。
- オートズームロッコール160-500mmF8 - 11群16枚。最短撮影距離4.5m。アタッチメントはφ77mmねじ込み。

#### MCレンズ
絞り優先AE、TTL開放測光に対応した。絞りリングにMC爪と呼ばれる露出計/AE連動カプラーが取り付けられていた。MCはメーターカプラーの意で、この爪連動システムはトプコンの特許で、ミノルタは特許料を支払って採用した。なおMCレンズの途中でピントリングがSR時代と同じデザインから梅鉢風デザインとなり、さらには1965年5月26日全金属製からゴム巻き金属製に変更され、絞りリングが銀から黒に変更され、フロントキャップも金属製から樹脂製に変わっている。ゴム巻きピントリングの最終期には構成を示すアルファベット2文字が刻印されなくなった。
- MCフィッシュアイロッコール7.5mmF4 - 全周魚眼レンズ。8群12枚。フィルター内蔵。
- MCフィッシュアイロッコール16mmF2.8 - 対角線魚眼レンズ。フィルターを入れて8群11枚[9]。最短撮影距離0.3m。フィルター内蔵。日本万国博覧会みどり館の全天周映画の初期段階に参加していた経験から産まれた[9]。
- MCフィッシュアイロッコールOK16mmF2.8 - 対角線魚眼レンズ。8群11枚。最短撮影距離0.3m。フィルター内蔵。
- MC Wロッコール17mmF4 - 9群12枚。最短撮影距離0.25m。アタッチメントはφ72mmねじ込み。
- MC Wロッコール20mmF2.8 - 9群10枚。最短撮影距離0.25m。アタッチメントはφ55mmねじ込み。
- MC Wロッコール21mmF2.8 - 9群12枚。最短撮影距離0.25m。アタッチメントはφ72mmねじ込み。
- MC WロッコールNL21mmF2.8（1971年6月発売） - 9群12枚。最短撮影距離0.25m。アタッチメントはφ72mmねじ込み。
- MC Wロッコール24mmF2.8 - 7群9枚。最短撮影距離0.3m。アタッチメントはφ55mmねじ込み。
- MC WロッコールSI24mmF2.8 - 7群9枚。最短撮影距離0.3m。アタッチメントはφ55mmねじ込み。
- MC Wロッコール24mmF2.8 - 8群10枚。最短撮影距離0.3m。アタッチメントはφ55mmねじ込み。
- MC WロッコールOJ24mmF2.8 - 8群10枚。最短撮影距離0.3m。アタッチメントはφ55mmねじ込み。
- MC VFCロッコール24mmF2.8（1975年4月発売） - 像面湾曲可変レンズ。7群9枚。最短撮影距離0.3m。アタッチメントはφ55mmねじ込み。
- MC Wロッコール28mmF2（1975年1月発売） - 9群10枚。最短撮影距離0.3m。アタッチメントはφ55mmねじ込み。
- MC Wロッコール28mmF2.5 - 7群9枚。最短撮影距離0.5m。アタッチメントはφ55mmねじ込み。
- MC WロッコールSI28mmF2.5（1969年2月発売） - 7群9枚。最短撮影距離0.5m。アタッチメントは55mmねじ込み。
- MC Wロッコール28mmF2.8（1974年9月発売） - 7群7枚。最短撮影距離0.3m。アタッチメントはφ55mmねじ込み。MCWロッコール28mmF2.5から置換された。
- MC Wロッコール28mmF3.5（1975年4月発売） - 5群5枚。最短撮影距離0.3m。アタッチメントはφ55mmねじ込み。
- MC Wロッコール28mmF3.5 - 7群7枚。最短撮影距離0.6m。アタッチメントはφ55mmねじ込み。
- MC WロッコールSG28mmF3.5（1968年3月発売） - 7群7枚。最短撮影距離0.6m。アタッチメントはφ55mmねじ込み。アタッチメント径だけでなくレンズ構成も変更されている。
- MC WロッコールSG28mmF3.5（1966年4月発売） - 7群7枚。最短撮影距離0.6m。アタッチメントはφ67mmねじ込み。
- MC Wロッコール35mmF1.8 - 6群8枚。最短撮影距離0.3m。アタッチメントはφ55mmねじ込み。
- MC WロッコールHH35mmF1.8 - 6群8枚。最短撮影距離0.3m。アタッチメントはφ55mmねじ込み。
- MC Wロッコール35mmF2.8 - 5群5枚。最短撮影距離0.3m。アタッチメントはφ55mmねじ込み。
- MC Wロッコール35mmF2.8 - 6群7枚。最短撮影距離0.4m。アタッチメントはφ55mmねじ込み。
- MC WロッコールHG35mmF2.8 - 6群7枚。最短撮影距離0.4m。アタッチメントはφ52mmねじ込み。
- MCロッコールPG50mmF1.4 - 5群7枚。最短撮影距離0.5m。アタッチメントはφ55mmねじ込み。
- MCロッコールPF50mmF1.7 - 5群6枚。最短撮影距離0.5m。アタッチメントはφ55mmねじ込み。
- MCマクロロッコール50mmF3.5 - 4群6枚。最短撮影距離0.23m。アタッチメントはφ55mmねじ込み。
- MCマクロロッコールQF50mmF3.5 - 4群6枚。最短撮影距離0.2m。アタッチメントはφ55mmねじ込み。
- MCロッコールX PF55mmF2 - 5群6枚。輸出専用。最短撮影距離0.5m。アタッチメントはφ55mmねじ込み。
- MCロッコールPF55mmF1.9 - 5群6枚。輸出専用。最短撮影距離0.55m。アタッチメントはφ52mmねじ込み。
- MCロッコールPF55mmF1.7 - 5群6枚。最短撮影距離0.55m。アタッチメントはφ52mmねじ込み。
- MCロッコール58mmF1.2 - 5群7枚。最短撮影距離0.6m。アタッチメントはφ55mmねじ込み。
- MCロッコールPG58mmF1.2 - 5群7枚。最短撮影距離0.6m。アタッチメントはφ55mmねじ込み。
- MCロッコールPF58mmF1.4 - 5群6枚。最短撮影距離0.6m。アタッチメントはφ55mmねじ込み。
- MCテレロッコール85mmF1.7 - 5群6枚。最短撮影距離1m。アタッチメントはφ55mmねじ込み。
- MCテレロッコールPF85mmF1.7（1970年9月発売） - 5群6枚。最短撮影距離1m。アタッチメントはφ55mmねじ込み。
- MCテレロッコールPF100mmF2（1966年5月発売） - 5群6枚。最短撮影距離1.2m。アタッチメントはφ62mmねじ込み。
- MCテレロッコール100mmF2.5 - 5群6枚。最短撮影距離1.2m。アタッチメントはφ55mmねじ込み。
- MCテレロッコールPF100mmF2.5（1976年6月発売） - 5群6枚。最短撮影距離1.2m。アタッチメントはφ55mmねじ込み。設計変更されている。
- MCテレロッコールPF100mmF2.5（1973年6月発売） - 5群6枚。最短撮影距離1.2m。アタッチメントはφ55mmねじ込み。
- MCテレロッコールQE100mmF3.5（1966年4月発売） - 4群5枚。最短撮影距離1.2m。アタッチメントはφ52mmねじ込み。
- MCマクロロッコール100mmF3.5 - 4群5枚。最短撮影距離0.45m。アタッチメントはφ55mmねじ込み。
- MCマクロロッコールQE100mmF3.5 - 4群5枚。最短撮影距離0.5m。アタッチメントはφ55mmねじ込み。
- MCテレロッコール135mmF2.8 - 4群4枚。最短撮影距離1.5m。アタッチメントはφ55mmねじ込み。
- MCテレロッコール135mmF2.8 - 5群6枚。最短撮影距離1.5m。アタッチメントはφ55mmねじ込み。
- MCテレロッコールPF135mmF2.8 - 5群6枚。最短撮影距離1.5m。アタッチメントはφ55mmねじ込み。
- MCテレロッコール135mmF3.5 - 4群4枚。最短撮影距離1.5m。アタッチメントはφ55mmねじ込み。
- MCテレロッコールQD135mmF3.5 - 4群4枚。最短撮影距離1.5m。アタッチメントはφ52mmねじ込み。
- MCテレロッコール200mmF3.5 - 4群6枚。最短撮影距離2.5m。アタッチメントはφ62mmねじ込み。
- MCテレロッコールQF200mmF3.5 - 4群6枚。最短撮影距離2.5m。アタッチメントはφ62mmねじ込み。
- MCテレロッコール200mmF4 - 5群5枚。最短撮影距離2.5m。アタッチメントはφ55mmねじ込み。
- MCテレロッコール200mmF4.5 - 5群5枚。最短撮影距離2.5m。アタッチメントはφ55mmねじ込み。
- MCテレロッコールPE200mmF4.5 - 5群5枚。最短撮影距離2.5m。アタッチメントはφ52mmねじ込み。
- MCテレロッコール300mmF4.5 - 6群6枚。最短撮影距離4.5m。アタッチメントはφ72mmねじ込み。
- MCテレロッコールHF300mmF4.5 - 6群6枚。最短撮影距離4.5m。アタッチメントはφ72mmねじ込み。
- MCテレロッコール300mmF5.6 - 5群8枚。最短撮影距離4.5m。アタッチメントはφ55mmねじ込み。
- MCアポテレロッコール400mmF5.6 - 5群5枚。最短撮影距離5m。アタッチメントはφ72mmねじ込み。
- MCズームロッコール40-80mmF2.8 - 10群14枚。最短撮影距離1（0.37）m。アタッチメントはφ55mmねじ込み。
- MCズームロッコール80-200mmF4.5 - 10群14枚。最短撮影距離1.8m。アタッチメントはφ55mmねじ込み。
- MCズームロッコール100-200mmF5.6 - 5群8枚。最短撮影距離2.5m。アタッチメントはφ55mmねじ込み。
- MCズームロッコール100-500mmF8 - 10群16枚。最短撮影距離2.5m。アタッチメントはφ72mmねじ込み。

#### MDレンズ

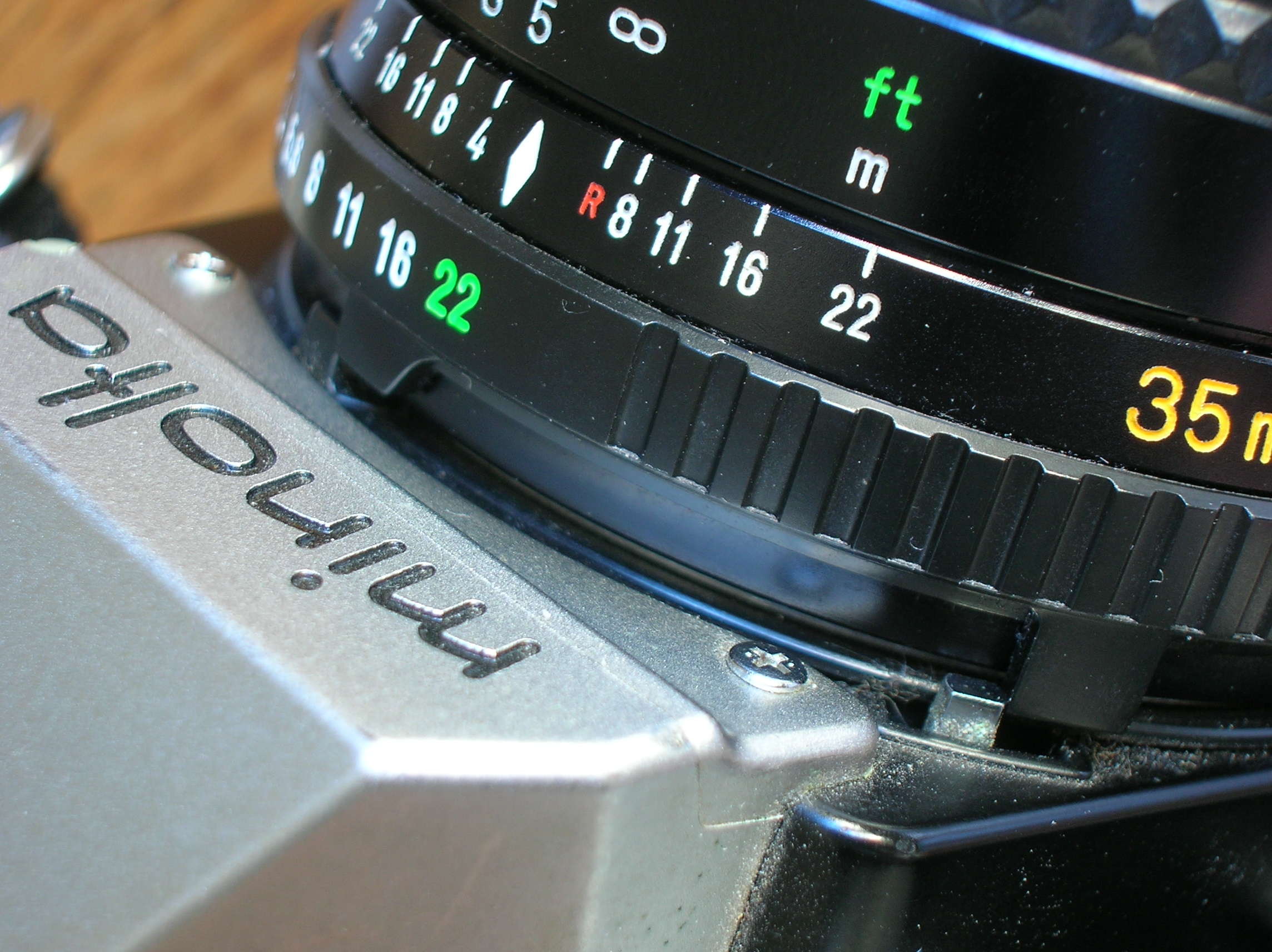
MDレンズのMC爪とMD爪

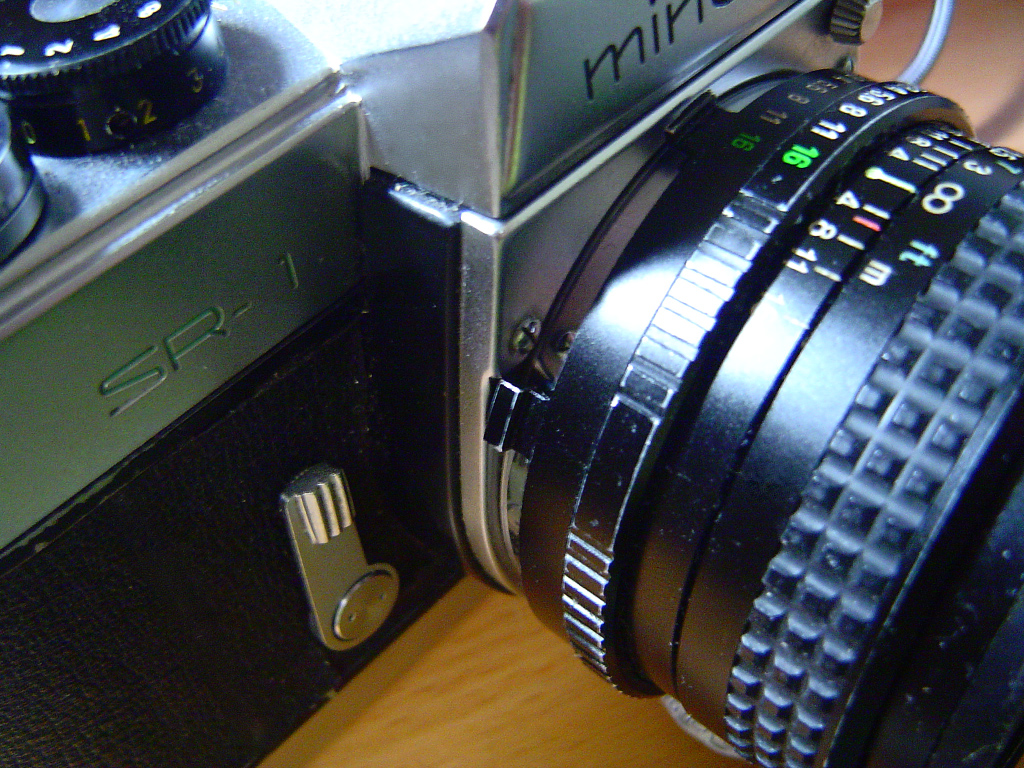
旧型機では最小絞りが使用できない

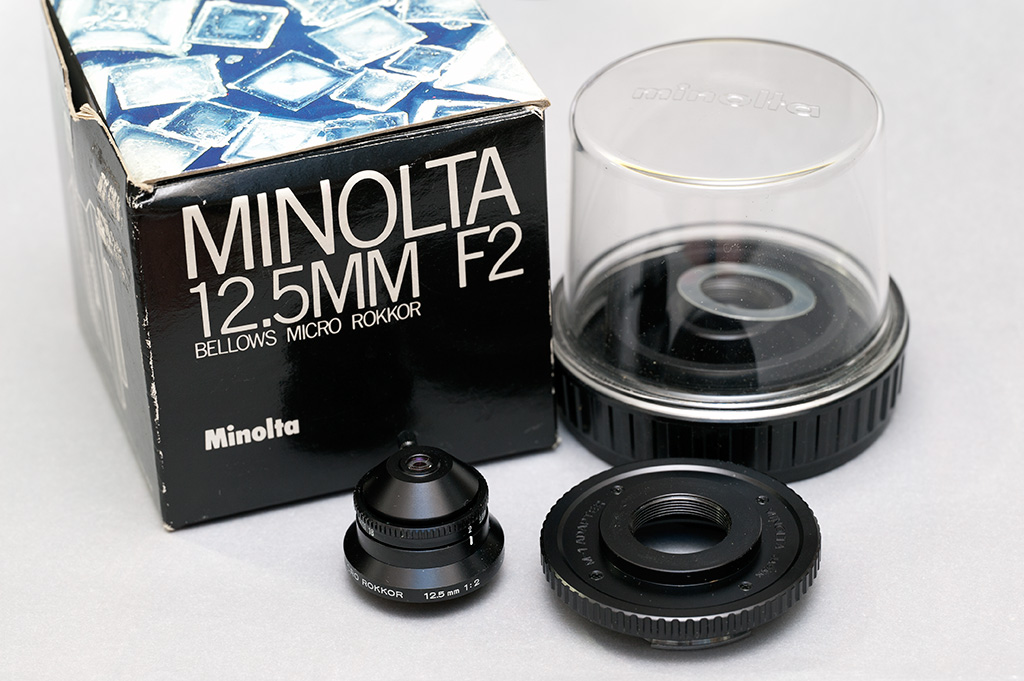
ベローズマイクロロッコール12.5mm f/2

MCレンズの後継。Dはデュアルの意。カメラに最小絞り値を通知するMD爪が、やはり絞りリング上に追加された。デザインはMCレンズ後期とほぼ同じだが、多くのレンズでプラスチック化が進められた。シャッター優先AEに対応するため最小絞りは緑色で示され、クリックが固くなっている。一部のレンズはαシリーズ登場後も長らく併売されていたが、2006年のカメラ製造事業撤退を待たず販売終了となった。なお、MDレンズを一部の旧型一眼レフカメラに取り付けると、カメラのねじや段差にMD爪が干渉するため最小絞りが使用不可になる。基本アタッチメントはφ55mmであったが途中からφ49mmが追加され、スペックが同じままアタッチメントのみ変更されたレンズがある。
- MDフィッシュアイロッコール7.5mmF4 - 8群12枚。ピント固定。フィルター内蔵。
- ベローズマイクロロッコール12.5mmF2 - 4群4枚。RMSマウント。使用倍率範囲8～20.5倍の拡大倍率専用マクロレンズ。ベローズ等に取り付ける前提であり、フォーカシング機構はない。MDマウントへの変換アダプタには平面型のM-1とコーン型のM-2があった。絞り環にはレバーが取り付けられており、ファインダーを覗いたまま絞りを操作しやすくなっている。1段ごとにクリックストップがあり、最小絞りF16。絞り羽根は6枚。
- フォタール12.5mmF1.9 - 4群4枚。エルンスト・ライツ（現ライカ）製。
- MDフィッシュアイロッコール16mmF2.8 - 8群11枚。最短撮影距離0.3m。フィルター内蔵。
- MD Wロッコール17mmF4 - 9群11枚。最短撮影距離0.25m。アタッチメントはφ72mmねじ込み。
- MD Wロッコール20mmF2.8（1977年10月発売） - 9群10枚。最短撮影距離0.25m。アタッチメントはφ55mmねじ込み。
- MD Wロッコール24mmF2.8（1977年7月発売） - 7群9枚。最短撮影距離0.3m。アタッチメントはφ55mmねじ込み。
- ベローズマイクロロッコール25mmF2.5 - 4群6枚。RMSマウント。使用倍率範囲3.2～9.3倍の拡大倍率専用マクロレンズ。1段ごとにクリックストップがあり、最小絞りF16。絞り羽根は6枚。
- フォタール25mmF2.5 - 4群4枚。エルンスト・ライツ（現ライカ）製。
- MD VFCロッコール24mmF2.8（1977年9月発売） - 像面湾曲可変レンズ。7群9枚。最短撮影距離0.3m。アタッチメントはφ55mmねじ込み。
- MD Wロッコール28mmF2 - 9群10枚。最短撮影距離0.3m。アタッチメントはφ49mmねじ込み。
- MD Wロッコール28mmF2（1977年1月発売） - 9群10枚。最短撮影距離0.3m。アタッチメントはφ55mmねじ込み。
- MD Wロッコール28mmF2.8（1978年4月発売） - 7群7枚。最短撮影距離0.3m。アタッチメントはφ49mmねじ込み。
- MD Wロッコール28mmF2.8（1977年4月発売） - 7群7枚。最短撮影距離0.3m。アタッチメントはφ55mmねじ込み。
- MD Wロッコール28mmF3.5（1978年4月発売） - 5群5枚。最短撮影距離0.3m。アタッチメントはφ49mmねじ込み。
- MD Wロッコール28mmF3.5（1977年4月発売） - 5群5枚。最短撮影距離0.3m。アタッチメントはφ55mmねじ込み。
- MD Wロッコール35mmF1.8 - 6群8枚。最短撮影距離0.3m。アタッチメントはφ49mmねじ込み。
- MD Wロッコール35mmF1.8 - 6群8枚。最短撮影距離0.3m。アタッチメントはφ55mmねじ込み。
- MD Wロッコール35mmF2.8 - 5群5枚。最短撮影距離0.3m。アタッチメントはφ49mmねじ込み。
- MD Wロッコール35mmF2.8 - 5群5枚。最短撮影距離0.3m。アタッチメントはφ55mmねじ込み。

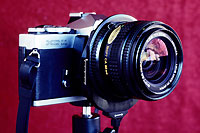
シフトCAロッコール35mmF2.8

- シフトCAロッコール35mmF2.8 - 7群9枚。最短撮影距離0.3m。アタッチメントはφ55mmねじ込み。
- MDロッコール45mmF2 - 5群6枚。最短撮影距離0.6m。アタッチメントはφ49mmねじ込み。いわゆるパンケーキレンズ。
- MDロッコール50mmF1.2 - 6群7枚。最短撮影距離0.45m。アタッチメントはφ55mmねじ込み。
- MDロッコール50mmF1.4 - 5群7枚。最短撮影距離0.45m。アタッチメントはφ49mmねじ込み。
- MDロッコール50mmF1.4 - 5群7枚。最短撮影距離0.45m。アタッチメントはφ55mmねじ込み。
- MDロッコール50mmF1.7 - 5群6枚。最短撮影距離0.45m。アタッチメントはφ49mmねじ込み。
- MDロッコール50mmF1.7 - 5群6枚。最短撮影距離0.45m。アタッチメントはφ55mmねじ込み。
- MDマクロロッコール50mmF3.5 - 4群6枚。最短撮影距離0.23m。アタッチメントはφ55mmねじ込み。
- オートベローズマクロロッコール50mmF3.5 - ベローズ用。自動絞り。
- MDロッコール85mmF1.7（1978年2月発売） - 5群6枚。最短撮影距離0.85m。アタッチメントはφ55mmねじ込み。MCロッコールPF85mmF1.7とは別設計になっている。
- MDロッコール85mmF2（1979年3月発売） - 5群6枚。最短撮影距離0.85m。アタッチメントはφ49mmねじ込み。
- バリソフトロッコール85mmF2.8（1978年3月発売） - 5群6枚。最短撮影距離0.8m。アタッチメントはφ55mmねじ込み。
- MDテレロッコール100mmF2.5 - 5群5枚。最短撮影距離1m。アタッチメントはφ55mmねじ込み。
- MDマクロロッコール100mmF4 - 4群5枚。最短撮影距離0.45m。アタッチメントはφ55mmねじ込み。
- オートベローズマクロロッコール100mmF4 - ベローズ用、自動絞り。3群3枚。最短撮影距離0.4m。アタッチメントはφ55mmねじ込み。
- MDテレロッコール135mmF2.8 - 5群5枚。最短撮影距離1.5m。アタッチメントはφ55mmねじ込み。
- MDテレロッコール135mmF2.8 - 4群4枚。最短撮影距離1.5m。アタッチメントはφ55mmねじ込み。
- MDテレロッコール135mmF3.5 - 4群4枚。最短撮影距離1.5m。アタッチメントはφ55mmねじ込み。
- MDテレロッコール200mmF2.8 - 5群5枚。最短撮影距離1.8m。アタッチメントはφ72mmねじ込み。
- MDテレロッコール200mmF4 - 4群6枚。最短撮影距離2.5m。アタッチメントはφ55mmねじ込み。

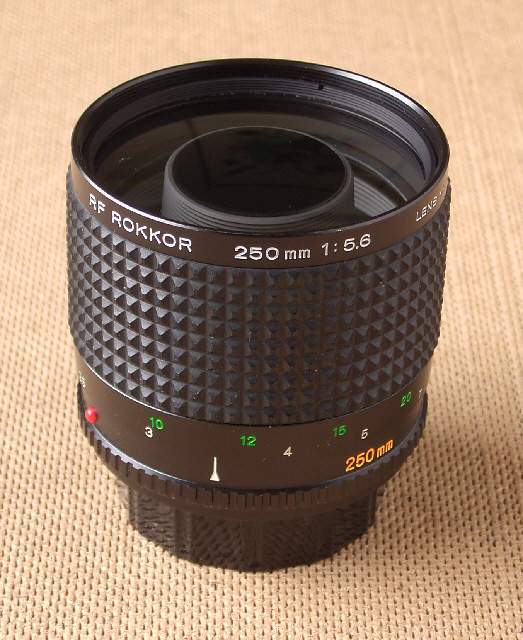
RFロッコール250mmF5.6

- RFロッコール250mmF5.6 - 反射望遠レンズ。5群6枚。最短撮影距離2.5m。アタッチメントはφ39mmねじ込み。
- MDテレロッコール300mmF4.5 - 6群7枚。最短撮影距離3m。アタッチメントはφ72mmねじ込み。
- MDテレロッコール300mmF4.5 - 6群6枚。最短撮影距離4.5m。アタッチメントはφ72mmねじ込み。
- MDテレロッコール300mmF5.6 - 5群5枚。最短撮影距離4.5m。アタッチメントはφ55mmねじ込み。
- MDアポテレロッコール400mmF5.6 - 6群7枚。最短撮影距離5m。アタッチメントはφ72mmねじ込み。
- RFロッコール500mmF8 - 反射望遠レンズ。5群6枚。最短撮影距離4m。アタッチメントはφ39mmねじ込み。
- MDアポテレロッコール600mmF6.3 - 8群9枚。最短撮影距離5m。フィルターは挿入式。
- RFロッコール800mmF8 - 反射望遠レンズ。7群8枚。最短撮影距離8m。アタッチメントはφ39mmねじ込み。
- RFロッコール1600mmF11 - 反射望遠レンズ。5群6枚。最短撮影距離20m。フィルター挿入式。
- MDズームロッコール24-50mmF4 - 11群13枚。最短撮影距離0.7m。アタッチメントはφ72mmねじ込み。
- MDズームロッコール35-70mmF3.5 - 7群8枚。最短撮影距離1m。アタッチメントはφ55mmねじ込み。
- MDズームロッコール40-80mmF2.8 - 10群14枚。最短撮影距離1（0.37）m。アタッチメントはφ55mmねじ込み。
- MDズームロッコール50-135mmF3.5 - 10群12枚。最短撮影距離1.5m。アタッチメントはφ55mmねじ込み。
- MDズームロッコール75-200mmF4.5 - 11群15枚。最短撮影距離1.2m。アタッチメントはφ55mmねじ込み。
- MDズームロッコール80-200mmF4.5 - 10群14枚。最短撮影距離1.8m。アタッチメントはφ55mmねじ込み。
- MDズームロッコール100-200mmF5.6 - 5群8枚。最短撮影距離2.5m。アタッチメントはφ55mmねじ込み。
- MDズームロッコール100-500mmF8 - 10群16枚。最短撮影距離2.5m。アタッチメントはφ72mmねじ込み。

#### ニューMDレンズ

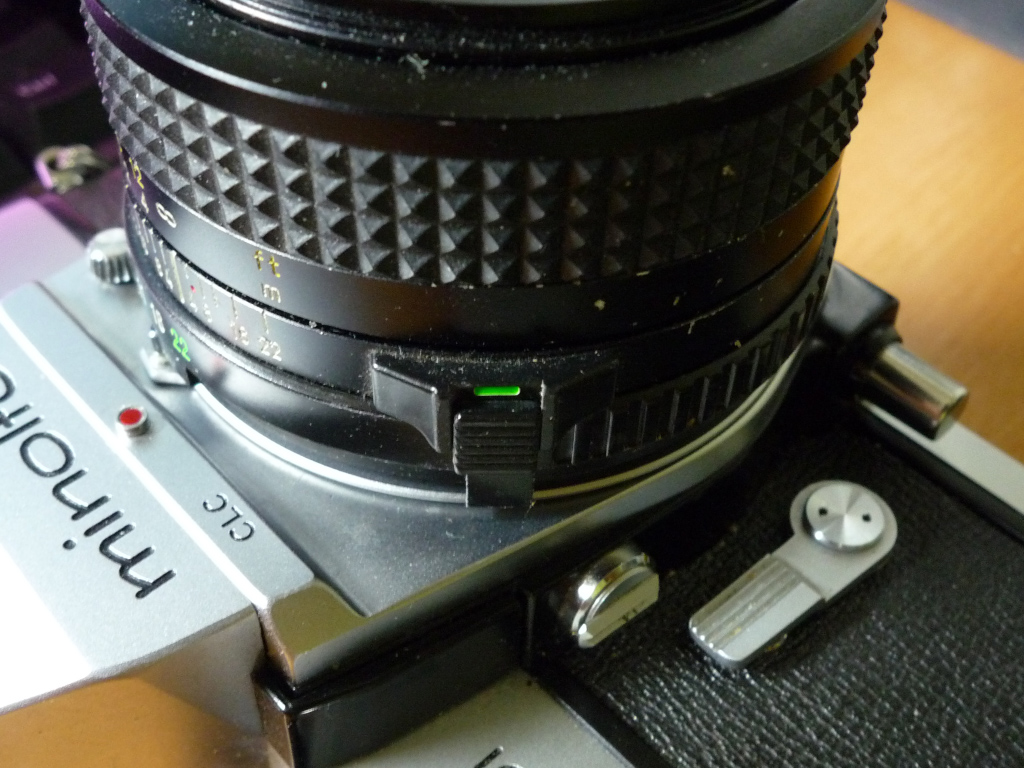
最小絞り値ロック機構

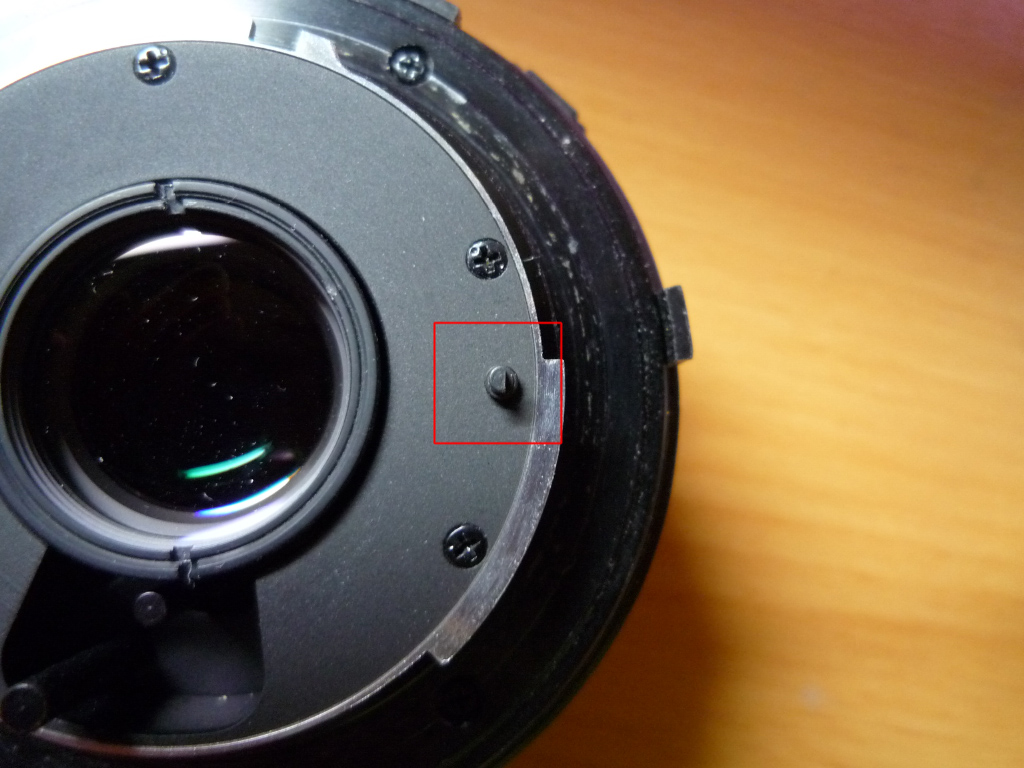
開放F値伝達ピン(赤枠内)

フォーカスエイドを実現するための開放F値伝達ピンを備え、また最小絞り値ロックの追加やゴムローレット模様が変更された。このシリーズから伝統のロッコール（ROKKOR ）銘が消えた。レンズには「ニュー」の表記はなく、ロッコール銘でないことで区別する。
- ニューMDフィッシュアイ7.5mmF4 - 8群12枚。フィルター内蔵。
- ニューベローズマイクロ12.5mmF2 - RMSマウント。ベローズ用。4群4枚。
- ニューMDフィッシュアイ16mmF2.8 - 7群10枚。フィルター内蔵。
- ニューMD17mmF4 - 9群11枚。最短撮影距離0.25m。アタッチメントはφ72mmねじ込み。
- ニューMD20mmF2.8（1982年1月発売） - 9群10枚。最短撮影距離0.25m。アタッチメントはφ55mmねじ込み。
- ニューMD24mmF2.8（1981年発売） - 8群8枚。最短撮影距離0.25m。アタッチメントはφ49mmねじ込み。
- ニューMD VFC24mmF2.8（1981年発売） - 像面湾曲可変レンズ。7群9枚。最短撮影距離0.3m。アタッチメントはφ55mmねじ込み。
- ニューベローズマイクロ25mmF2.5 - ベローズ用。4群6枚。
- ニューMD28mmF2（1981年発売） - 9群9枚。最短撮影距離0.3m。アタッチメントはφ49mmねじ込み。
- ニューMD28mmF2.8（1983年発売） - 5群5枚。最短撮影距離0.3m。アタッチメントはφ49mmねじ込み。
- ニューMD28mmF2.8（1981年発売） - 7群7枚。最短撮影距離0.3m。アタッチメントはφ49mmねじ込み。
- ニューMD28mmF3.5（1981年5月発売） - 5群5枚。最短撮影距離0.3m。アタッチメントはφ49mmねじ込み。
- ニューMD35mmF1.8 - 6群8枚。最短撮影距離0.3m。アタッチメントはφ49mmねじ込み。
- ニューMD35mmF2.8 - 5群5枚。最短撮影距離0.3m。アタッチメントはφ49mmねじ込み。
- ニューシフトCA35mmF2.8 - 7群9枚。最短撮影距離0.3m。アタッチメントはφ55mmねじ込み。
- ニューMD50mmF1.2 - 6群7枚。最短撮影距離0.45m。アタッチメントはφ55mmねじ込み。
- ニューMD50mmF1.4 - 6群7枚。最短撮影距離0.45m。アタッチメントはφ49mmねじ込み。
- ニューMD50mmF1.7 - 5群6枚。最短撮影距離0.45m。アタッチメントはφ49mmねじ込み。
- ニューMDマクロ50mmF3.5 - 4群6枚。最短撮影距離0.23m。アタッチメントはφ55mmねじ込み。
- ニューオートベローズマクロ50mmF3.5 - ベローズ用。自動絞り。アタッチメントはφ55mmねじ込み。
- ニューMD85mmF2（1981年発売） - 5群6枚。最短撮影距離0.85m。アタッチメントはφ49mmねじ込み。
- バリソフト85mmF2.8 - 5群6枚。最短撮影距離0.8m。アタッチメントはφ55mmねじ込み。
- ニューMD100mmF2.5（1981年発売） - 5群5枚。最短撮影距離1m。アタッチメントはφ49mmねじ込み。
- ニューMDマクロ100mmF4 - 4群5枚。最短撮影距離0.45m。アタッチメントはφ55mmねじ込み。
- ニューオートベローズマクロ100mmF4 - ベローズ用。自動絞り。4群5枚。アタッチメントはφ55mmねじ込み。
- ニューMD135mmF2 - 5群6枚。最短撮影距離1.3m。アタッチメントはφ72mmねじ込み。
- ニューMD135mmF2.8 - 5群5枚。最短撮影距離1.5m。アタッチメントはφ55mmねじ込み。
- ニューMD135mmF3.5 - 5群5枚。最短撮影距離1.5m。アタッチメントはφ49mmねじ込み。
- ニューMD200mmF2.8 - 5群5枚。最短撮影距離1.8m。アタッチメントはφ72mmねじ込み。
- ニューMD200mmF4 - 5群5枚。最短撮影距離2.5m。アタッチメントはφ55mmねじ込み。
- ニューMD300mmF4.5 - 6群7枚。最短撮影距離3m。アタッチメントはφ72mmねじ込み。
- ニューMD400mmF5.6 - 6群7枚。最短撮影距離5m。アタッチメントはφ72mmねじ込み。
- ニューRF500mmF8 - 反射望遠レンズ。5群6枚。最短撮影距離4m。アタッチメントはφ39mm特殊。
- ニューMD600mmF6.3 - 8群9枚。最短撮影距離5m。フィルターは専用挿入式。
- ニューRF800mmF8 - 反射望遠レンズ。7群8枚。最短撮影距離8m。アタッチメントはφ39mm特殊。
- ニューRF1600mmF11 - 反射望遠レンズ。5群6枚。最短撮影距離20m。フィルターは専用挿入式。
- ニューMDズーム24-35mmF3.5 - 10群10枚。最短撮影距離0.3m。アタッチメントはφ55mmねじ込み。
- ニューMDズーム24-50mmF4 - 11群13枚。最短撮影距離0.7m。アタッチメントはφ72mmねじ込み。
- ニューMDズーム28-85mmF3.5-4.5 - 10群13枚。最短撮影距離0.8m。アタッチメントはφ55mmねじ込み。
- ニューMDズーム35-70mmF3.5 - 7群8枚。最短撮影距離0.8m。アタッチメントはφ55mmねじ込み。
- ニューMDズーム35-105mmF3.5-4.5 - 12群14枚。最短撮影距離0.8m。アタッチメントはφ55mmねじ込み。
- ニューMDズーム35-135mmF3.5-4.5 - 12群14枚。最短撮影距離1.5m。アタッチメントはφ55mmねじ込み。
- ニューMDズーム50-135mmF3.5 - 10群12枚。最短撮影距離1.5m。アタッチメントはφ55mmねじ込み。
- ニューMDズーム75-150mmF4 - 8群12枚。最短撮影距離1.2m。アタッチメントはφ49mmねじ込み。
- ニューMDズーム70-210mmF4 - 9群12枚。最短撮影距離1.1m。アタッチメントはφ55mmねじ込み。
- ニューMDズーム100-200mmF5.6 - 5群8枚。最短撮影距離2.5m。アタッチメントはφ55mmねじ込み。
- ニューMDズーム100-300mmF5.6 - 10群13枚。最短撮影距離1.5m。アタッチメントはφ55mmねじ込み。
- ニューMDアポテレズーム100-500mmF8 - 11群16枚。最短撮影距離2.5m。アタッチメントはφ72mmねじ込み。

### ミノルタαマウント一眼レフカメラ
1985年発売。圧倒的人気で一眼レフカメラの王座についた。

## IX240フィルム使用カメラ
いわゆるAPSフィルムを使用するカメラ。

### ウェザーマチックシリーズ
全天候型の防水防塵カメラ。110フィルム、135フィルムを使用するモデルもある。
- ミノルタベクティスウェザーマチック

### ベクティスSシリーズ
レンズ内モーターによるオートフォーカスを採用。ボディもレンズも防滴構造、マクロレンズや反射望遠レンズを揃えるなど意欲的なシステム一眼レフカメラとして完成されていたが、レンズマウントがαとの互換性がない「ミノルタVマウント」であったことやデジタルカメラの登場によりAPS自体が衰退し売れ行きは伸び悩んだ。
- ミノルタベクティスS-1
- ミノルタベクティスS-100

### ベクティスシリーズ
APSコンパクトカメラ。
- ミノルタベクティス2000
- ミノルタベクティス3000
- ミノルタベクティスGX-1

## ラピッドフィルム使用カメラ
- ミノルタ24ラピッド - 距離計連動式。CdS素子によるシャッター速度優先AE。24mmx24mmの正方形フォーマット。126フィルム用のミノルタオートパック700をベースに開発された簡単なカメラだが、どちらもすぐにフィルムシステムが衰退し、あまり多く生産されなかった。

## ディスクフィルム使用カメラ
コダックが提唱、規格化したディスクフィルムを使うディスクカメラ。ディスクフィルムを使用するため本体はかなり薄い。デザインラインはかなりモダンである。
- ミノルタディスク5 - ミノルタのディスクカメラの基本機種。レンズは固定焦点で12.5mmF2.8。1.2m-無限遠の一般撮影と、近接の0.4m-1.2mの切り替え。露出は一般撮影1/200秒F6、フラッシュ撮影1/100秒F2.8、近接フラッシュ撮影1/100秒F6の切り替え式。
- ミノルタディスク7 - ミノルタディスク5にグリップ、セルフタイマー、自分を撮影するためのフレーミングミラーを備えた上級機種。また2014年においてスマートフォンのカメラ使用時に使う「自撮り棒」が注目され、その元祖がこのカメラのオプションパーツであったことが話題となった。
- ミノルタac301 - アンドレ・クレージュが外装のデザインに関与しており、奇抜なデザインとなっている。女性向け。
- ミノルタac101 - アンドレ・クレージュが外装のデザインに関与しており、奇抜なデザインとなっている。女性向け。ミノルタac301から近接切り替えが省略されたが、ブルー、ピンク、グリーン、ベージュの4色がある。

## デジタルカメラ

### 一眼レフカメラ
- ミノルタRD175（1995年発売） - ミノルタ初のデジタルカメラ。1/2型38万画素の3CCD方式。筐体はミノルタα-303siスーパーをベースに製作されておりAマウントレンズが利用できる。大柄なボディで業務用の位置付けだった。
- ミノルタディマージュRD3000（1999年発売） - APS一眼レフカメラ「VECTIS Sシリーズ」用のVマウントを採用している。コスト低減のため1/2型150万画素CCD2枚を使用して270万画素の出力を行う設計だった。

ミノルタαマウントデジタル一眼レフカメラについては、Α (カメラ)#ソニー・αシリーズ / Aマウント カメラを参照。

### ディマージュ

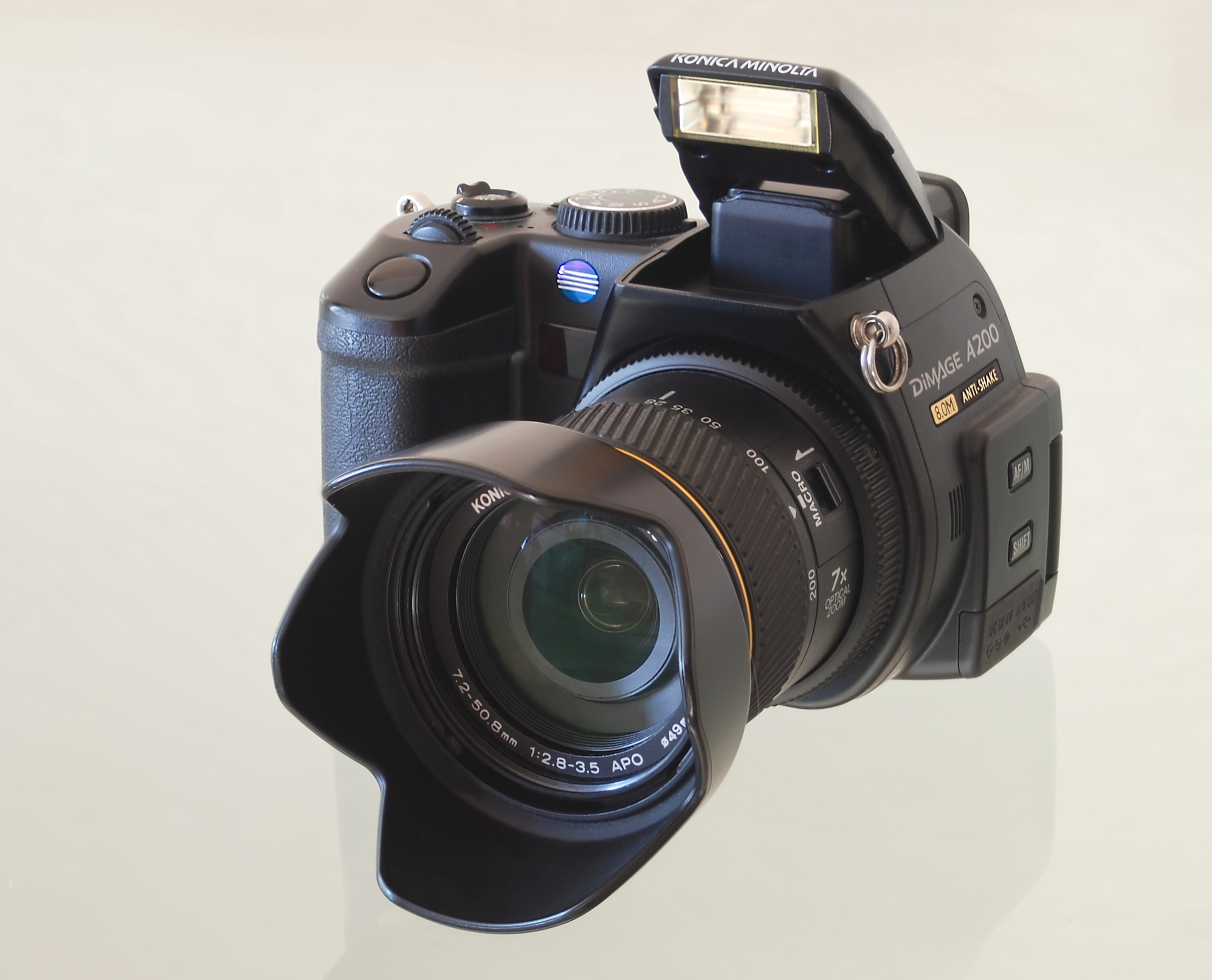
ディマージュ A200

αシリーズカメラ以外のデジタルカメラとフィルムスキャナはディマージュブランドで販売されている。初期は頭文字のみが大文字表記であったが2000年からi以外全部大文字表記となった。三角プリズムを用いて光学系の一部を90度屈曲させ、ズームレンズを装備しながら薄型で非繰り出し型とすることに成功したディマージュXシリーズは最後までヒットモデルであった。
- ディマージュV（Dimage V 、1997年5月発売） - ミノルタ初のコンパクト型デジタルカメラ。回転と取り外しが可能で取り外し後はケーブルで接続して運用できた固定焦点の3倍ズームレンズを装備していた。シャープのビデオカメラに類似の例はあるが、デジタルスチルカメラとしては2011年現在でもこれと後継機のEXにしか例がない。メモリにはスマートメディアを採用するものの、開発の遅れから初期仕様の5V電圧駆動タイプにしか対応しておらず、容量は実質2MBまでとなる[10]。
- ディマージュEXズーム1500（Dimage EX Zoom1500 、1998年11月発売） - 1/2型150万画素CCD採用の所謂"メガピクセル"デジタルカメラ。未消化に終わった感のあったディマージュVのコンセプトを更に進め、同一のボディに異なる種類のCCD+レンズユニットを交換するというモジュラータイプの先駆で、2009年にリコーGXRシリーズが発売されるまでは唯一無二の存在であった。制御用OSに米国FlashPointがデジタルカメラ専用に開発したDigitaOSを採用し機能の拡張性に優れるものの、肝心の動作が遅かった。メモリには前機種と変わりコンパクトフラッシュを採用し、大容量に対応した。一般的な3倍ズームのほか1999年1月ライカ判で28mm相当F1.9の広角単焦点レンズユニット、1999年12月立体写真撮影用の3D1500システムといった個性的なレンズを発売したものの売れ行きが芳しくなく、システムとしては中途に終わった感がある。2000年まで販売された。
- ディマージュ2300（Dimage2300 、2000年7月発売） - 230万画素、単焦点レンズ。
- ディマージュ2330（Dimage2330 、2000年11月発売） - 230万画素、3倍ズームレンズ。
- ディマージュ7（DiMAGE 7 、2001年6月発売） - ミノルタ初の本格的なハイアマチュア・コンシューマ向けデジタルカメラ。同社のデジタルカメラとしては久々に力を入れての発表とり、A2に至るまで5代の後継商品が続く長寿シリーズとなった。2/3型500万画素CCDを搭載。当時としては珍しい手動ズーミングの低分散・非球面レンズを含む28-200mm相当レンズを搭載した。発売前から注目されていたがオートフォーカス速度の遅い、バッテリの動作電圧の関係で撮影可能枚数が少ない、ミノルタ独自の色空間のため画作りに難がある、などの欠点があった。のちに販売されたグレードアップソフトウェア適用でオートフォーカス速度や撮影機能をディマージュ7i並にすることができた。
- ディマージュE201（DiMAGE E201 、2001年7月発売） - ディマージュ2300の後継機。
- ディマージュ5（DiMAGE5 、2001年9月発売） - ディマージュ7の下位モデルでレンズや本体デザインは共通とし、CCDを1/1.8インチ有効316万画素としたもの。CCDが小型のためズーム域は望遠寄りの35-250mm相当となっている。
- ディマージュs304（DiMAGE s304 、2001年9月発売） - CCD等はディマージュ5と共通でレンズとボディの仕様が当時売れ筋の高機能コンパクト機のトレンドに沿ったコンパクト機。低分散・非球面レンズを含む35-140mm相当ズームレンズを採用し優れたAEを搭載していたためメディアでの評価は好評だったが、売れ行きが思わしくなかったのか発売からわずか3か月で生産中止になった。
- ディマージュE203（DiMAGE E203 、2001年9月発売） - ディマージュ2330の後継機。
- ディマージュX（DiMAGE X 、2002年2月発売） - 200万画素3倍ズームレンズ装備の薄型デジタルカメラ。屈曲光学系を採用することでズームレンズとしては当時最薄となる20mmの本体厚を達成した。デザインは当時流行のMDプレイヤーに似たスクエア形状。
- ディマージュ7i（DiMAGE7i 、2002年4月発売） - ディマージュ7の弱点であったAF速度や独自の色空間による画作り、電源周りが改良され、新たにフィルター機能やウルトラハイスピード（UHS）連写機能などが追加され、より完成度が高まった。
- ディマージュF100（DiMAGE F100 、2002年4月発売） - 当時流行していたスティック型コンパクト機のトレンドに沿った機種。
- ディマージュ7Hi（DiMAGE7Hi 、2002年9月3000台限定発売） - ディマージュ7iのバッファメモリを2倍の64MB搭載して連写性能を向上させ新たにJPEG圧縮率約1/2.5の「エクストラファイン」モードを搭載したプレミアムモデル。ブラックボディのみ。筐体には当時はまだ珍しかったレザートーン塗装を施した。箇所によっては手ふきでの塗装も行ったという。グリップには革シボ仕上げのエラストマー樹脂を配し、高級感と操作性を高めた。
- ディマージュXi（DiMAGE Xi ） - ディマージュXの後継機。
- ディマージュF300（DiMAGE F300 ） - ディマージュF100の上位機でCCDが500万画素になり、ボタン配置等操作部の改良がされている。
- ディマージュF200（DiMAGE F200 ） - ディマージュF100の後継機。
- ディマージュXt（DiMAGE Xt ） - ディマージュXiの後継機。
- ディマージュX20（DiMAGE X20 ） - Xシリーズの廉価版。外装を樹脂製に変更したため軽量化されたがやや厚みが増している。
- ディマージュX21（DiMAGE X21 ） - ディマージュX20の後継機。
- ディマージュA1（DiMAGE A1 、2003年9月発売） - ディマージュ7Hiの後継機であるが光学系とCCD以外はほぼ新規設計と言ってもよい。電源を専用充電池にして撮影レスポンスを向上し、操作系を一新して操作性の向上を図った。特筆すべきはCCDを微調整し最大約3段分の補整効果があり、後に一眼レフカメラのαデジタルにも継承された手振れ補整機構AS（Anti Shaking ）で、他社にも波及して一大トレンドとなった。またCCDシャッターを併用することでコンシューマー機においては2011年現在でも最高のシャッター最高速1/16,000秒を実現した。
- ディマージュZ1（DiMAGE Z1 、2003年10月発売） - シリーズ初となる超高倍率12倍、超低分散レンズを含む7群11枚6.3-63.0mm	F2.8-3.7ズームレンズを装備したが同種のカメラとしては最小クラス。
- ディマージュA2（DiMAGE A2 、2004年2月発売） - ディマージュA1の後継機でCCDが800万画素になり、EVFの画素数が増えた。
- ディマージュXg（DiMAGE Xg 、2004年2月発売）
- ディマージュZ2（DiMAGE Z2 、2004年3月発売） - ディマージュZ1の後継機。
- ディマージュX31（DiMAGE X31 、2004年7月発売）
- ディマージュZ3（DiMAGE Z3 、2004年8月発売） - ディマージュZ2の後継機。
- ディマージュA200（DiMAGE A200 、2004年11月発売） - ディマージュA2の廉価版。ファインダーをビデオカメラ様の2軸回転式とし、チルト式のEVFを固定式として本体を小型化した。外装も金属製から樹脂製に変更し大幅に軽量化された。
- ディマージュZ5（DiMAGE Z5 、2005年2月発売） - ディマージュZ3の後継機。このカメラをもってコニカミノルタはソニーに事業を売却し、カメラ事業から撤退した。

## ロッコールレンズのレンズ刻印の読み方
ズームレンズ、二眼レフカメラのレンズを除く1958年頃～1973年頃に販売された旧型ロッコールレンズの多くにはレンズ名である「ROKKOR-」刻印の後ろにレンズ構成を表すアルファベット2文字の記号が付けられている。直後の1文字はレンズ群の数を示し、3群:T、4群:Q 、5群:P、6群:H、7群:S、8群:O、9群:Nである。その後ろの1文字がレンズ枚数を表し、3枚:C、4枚:D、5枚:E、6枚:F、7枚:G、8枚:H、9枚:I、10枚:J、11枚:K、12枚:Lである。

## 単体露出計
- ミノルタビューメーター9（1965年海外発売、1966年2月国内発売） - ミノルタ最初の単体露出計。反射光式、受光素子はCdS、受光角9度。電源はH-P型電池。
- ミノルタオートスポット（1968年発売） - スポット露出計。受光素子はCdS、受光角1度。レンズはヘリコイド式でピント合わせが可能。電源は測光用の006P電池とスケール照明用の単3電池。
- ミノルタフラッシュメーターI - この製品が出るまでフラッシュ撮影の露光はモデリングランプでの測光結果を元に経験で決定されており、直接フラッシュ光量を測定できるこの製品は当時としては画期的であった。
- ミノルタカラーメーターI（1970年発売） - 受光素子はSPD。電源はH-D型電池×5。
- ミノルタオートメータープロフェッショナル（1971年発売） - 2レンジ。電源は6V酸化銀電池×1。
- ミノルタフラッシュメーターII（1975年発売） - 複数回発光積算やノンコード式の測光が可能になった。
- ミノルタオートメーターII（1976年発売） - ミノルタオートメータープロフェッショナルの測光範囲を拡げ1レンジにする等改良したもの。
- ミノルタオートスポットII（1976年発売） - レンズはヘリコイドによる前玉回転式で1mまでピント合わせが可能。測光結果は1/3EV単位でファインダー内に表示される。受光角1度。
- ミノルタオートスポットIIデジタル（1976年発売） - ミノルタオートスポットIIの表示をデジタル式にしたもの。
- ミノルタフラッシュメーターIII（1979年発売） - 定常光も測光できるフラッシュメーター。
- ミノルタオートメーターIII（1980年発売） - アナログ/デジタル表示のシステム露出計。メモリー機能を持ち測定値2点記憶、3点表示できる。
- ミノルタカラーメーターII（1980年発売） - 3色式カラーメーター。デジタル表示。
- ミノルタスポットメーターM（1981年発売） - メモリー機能、演算機能付きのスポットメーター。受光素子はSPD、受光角1度。
- ミノルタオートメーターIIIF（1983年発売） - ミノルタオートメーターIIIにフラッシュ測光機能を加えたもの。モードスイッチをフラッシュに設定すればノンコードでの測光可能。
- ミノルタフラッシュメーターIV（1985年発売） - ミノルタフラッシュメーターIIIに演算と通信機能を加えたもの。演算機能は混合光測定直後に定常光を測光しフラッシュ光量だけを測光できる。通信機能はαシリーズにデータレシーバーを併用することで測定データを送信、かつ遠隔レリーズも可能。α-7000発売と同時に発売された。
- ミノルタスポットメーターF（1986年発売） - フラッシュ測光可能なスポット露出計。演算機能も搭載した。